# Melodifestivalen 2025
Le Melodifestivalen 2025 est le concours de chansons permettant de sélectionner le représentant de la Suède au Concours Eurovision de la chanson 2025. Il comporte cinq demi-finales (Deltävling) et une finale. Le concours débute le 1er février 2025 à raison d'une émission chaque samedi à 20h, la finale a eu lieu le 8 mars 2025. Elle est remportée par le groupe humoristique KAJ avec la chanson Bara bada bastu.

## Format
Comme tous les ans, c'est par le biais du Melodifestivalen que sont choisis l'interprète et la chanson qui représenteront la Suède au Concours Eurovision de la chanson. 
Cette année, le système de qualification des demi-finales et du repêchage évolue : Comme en 2024, chaque demi-finale contient deux tours de vote après les prestations, cependant le système de ces deux tours de vote change par rapport aux années précédentes. Lors du premier, les votes sont décomposés par tranche d'âge et chacune d'entre elles attribue des points aux six candidats. L'artiste recevant le plus de points se qualifie en finale. Lors du second, le public vote pour les cinq candidats restants et l'artiste ayant reçu le plus grand nombre de voix se qualifie directement pour la finale. Le deuxième artiste ayant reçu le plus grand nombre de voix se qualifie pour le vote de repêchage qui a lieu au terme de la cinquième demi-finale. Lors de celui-ci, deux artistes supplémentaires se qualifient en finale.

### Lieux et dates
Comme chaque année depuis 2002, le Melodifestivalen prends la forme d'une tournée et se déplace chaque semaine à travers la Suède. Les lieux accueillant les différentes étapes de l'édition 2025 sont confirmés le 17 septembre 2024.
| Emission        | Ville     | Lieu                  | Date        |
| --------------- | --------- | --------------------- | ----------- |
| 1re demi-finale | Luleå     | Coop Norrbotten Arena | 1er février |
| 2e demi-finale  | Göteborg  | Scandinavium          | 8 février   |
| 3e demi-finale  | Västerås  | ABB Arena             | 15 février  |
| 4e demi-finale  | Malmö     | Malmö Arena           | 22 février  |
| 5e demi-finale  | Jönköping | Husqvarna Garden      | 1er mars    |
| Finale          | Stockholm | Strawberry Arena      | 8 mars      |

### Présentateurs

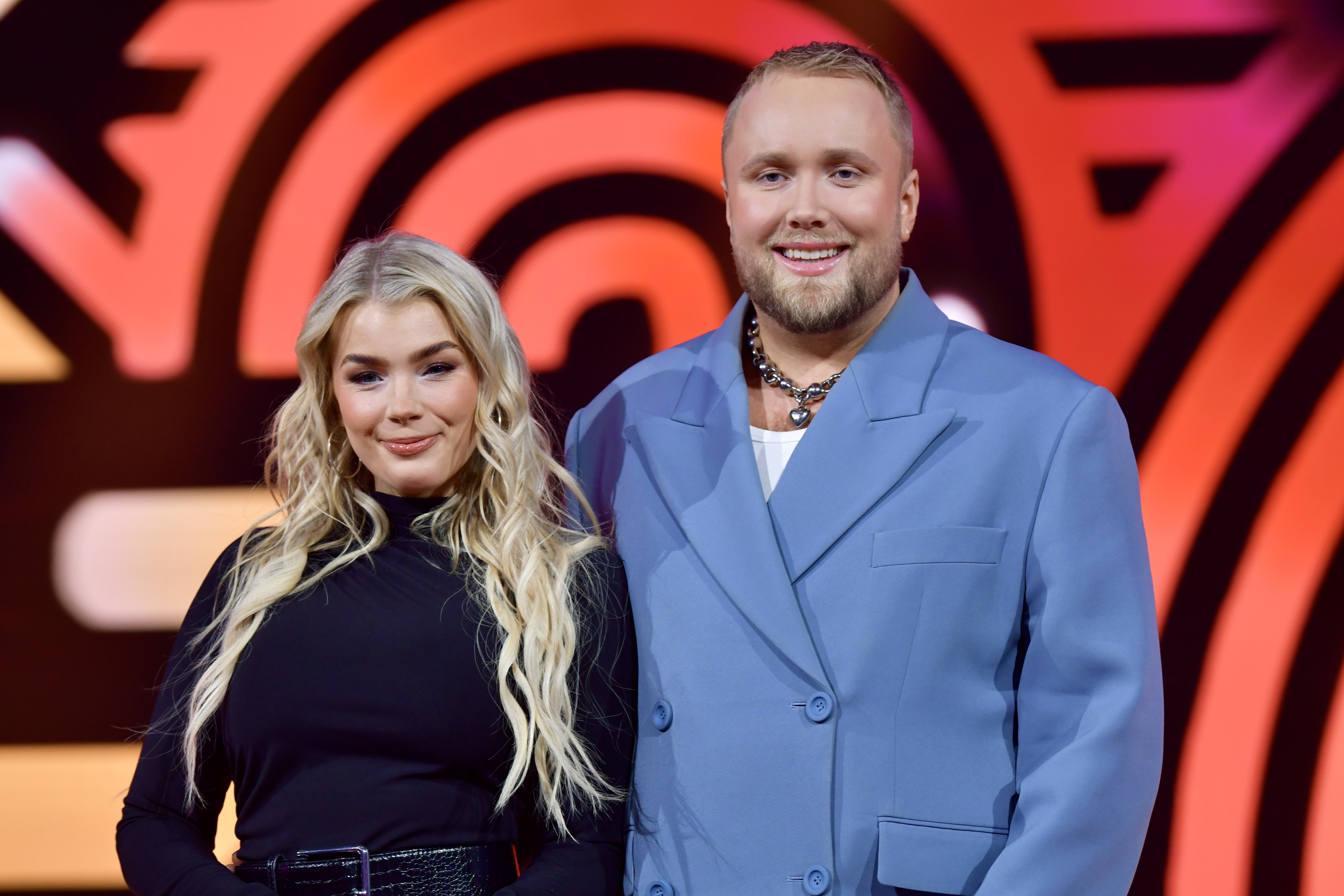
Keyyo et Edvin Törnblom lors de la répétition de la première demi-finale du Melodifestivalen 2025.

Le 7 novembre 2024, le diffuseur suédois SVT annonce que les présentateurs du Melodifestivalen 2025 sont Keyyo et Edvin Törnblom.

## Participants
2 794 propositions ont été reçues par le diffuseur suédois SVT, qui a sélectionné 30 participants, officiellement annoncés le 27 novembre 2024.
| Artiste                | Musique                       | Auteur(s) |
| ---------------------- | ----------------------------- | --- |
| Adrian Macéus          | Vår första gång               | Adam "Rymdpojken" Englund, Adrian Björklund, Adrian Macéus, Hugo Geijer Persson, William Pärlenskog           |
| Albin Johnsén feat. Pa | Upp i luften                  | Albin Johnsén, Christoffer Balazik, Fernand MP, Mattias Andréasson, Pa Modou                                  |
| Amena                  | Do Good Be Better             | Amena, Sandra Bjurman, Stefan Örn                                                                             |
| Andreas Lundstedt      | Vicious                       | Andreas Lundstedt, Dino Medanhodzic, Laurell Barker, Liam Cacatian Thomassen                                  |
| Angelino               | Teardrops                     | Jimmy "Joker" Thörnfeldt, Joy Deb, Linnea Deb, Tusse Chiza                                                    |
| Annika Wickihalder     | Life Again                    | Annika Wickihalder, Herman Gardarfve, Patrik Jean                                                             |
| Arvingarna             | Ring baby ring                | Stefan Brunzell, Thomas G:son                                                                                 |
| Arwin                  | This Dream of Mine            | Anderz Wrethov, Arwin Ismail, Jimmy "Joker" Thörnfeldt, Julie "Kill J" Aagaard, Peter Boström                 |
| Björn Holmgren         | Rädda mig                     | Björn Holmgren, David Lindgren Zacharias, Jens Hult                                                           |
| Dolly Style            | Yihaa                         | Caroline Aronsson, David Lindgren Zacharias, Herman Gardarfve, Melanie Wehbe, Mikaela Samuelsson, Patrik Jean |
| Ella Tiritiello        | Bara du är där                | Adam "Rymdpojken" Englund, David Björk, Loreen Talhaoui                                                       |
| Erik Segerstedt        | Show Me What Love Is          | Erik Segerstedt, Mattias Andréasson, Pontus Söderman                                                          |
| Fredrik Lundman        | The Heart of a Swedish Cowboy | Erik Bernholm, Maja Francis, Thomas G:son                                                                     |
| Greczula               | Believe Me                    | Amanda Nordelius, John Russel, Kristofer Greczula                                                             |
| John Lundvik           | Voice of the Silent           | Jimmy Jansson, John Lundvik, Peter Boström, Thomas G:son                                                      |
| KAJ                    | Bara bada bastu               | Anderz Wrethov, Axel Åhman, Jakob Norrgård, Kevin Holmström, Kristoffer Strandberg, Robert Skowronski         |
| Kaliffa                | Salute                        | Anderz Wrethov, Jakob "Big Brain" Malmlöf, Jimmy "Joker" Thörnfeldt, Kaliffa Karlsson, Robert Skowronski      |
| Klara Hammarström      | On and On and On              | Dino Medanhodzic, Jimmy Jansson, Klara Hammarström, Moa Carlebecker, Peter Boström, Thomas G:son              |
| Linnea Henriksson      | Den känslan                   | David Lindgren Zacharias, Linnea Henriksson, Sebastian Atas                                                   |
| Maja Ivarsson          | Kamikaze Life                 | Andreas "Giri" Lindbergh, Jimmy "Joker" Thörnfeldt, Joy Deb, Linnea Deb, Maja Ivarsson                        |
| Malou Prytz            | 24K Gold                      | Anderz Wrethov, Jimmy "Joker" Thörnfeldt, Julie "Kill J" Aagaard, Malou Prytz                                 |
| Måns Zelmerlöw         | Revolution                    | David Lindgren Zacharias, Måns Zelmerlöw, Ola Svensson, Sebastian Atas                                        |
| Meira Omar             | Hush Hush                     | Anderz Wrethov, Dino Medanhodzic, Laurell Barker, Meira Omar                                                  |
| Nomi Tales             | Funniest Thing                | Adam Breitholtz, Herman Gardarfve, Jacob Lundahl, Nomi Bontegard, Simon Weidersjö                             |
| Saga Ludvigsson        | Hate You So Much              | Herman Gardarfve, Lisa Desmond, Saga Ludvigsson                                                               |
| Scarlet                | Sweet N' Psycho               | Anderz Wrethov, Dino Medanhodzic, Jimmy "Joker" Thörnfeldt, Scarlet Hunts, Thirsty                            |
| Schlagerz              | Don Juan                      | Anna Engh, Mikael Karlsson                                                                                    |
| Tennessee Tears        | Yours                         | Gavin Jones, Jonas Hermansson, Pär Westerlund, Tilda Feuk                                                     |
| Victoria Silvstedt     | Love It!                      | Jimmy Jansson, Thomas G:son                                                                                   |
| Vilhelm Buchaus        | I'm Yours                     | Elias Edman, Jonatan Lahti, Simon Alexander Ward, Vilhelm Buchaus                                             |

## Demi-finales
- Candidat qualifié en finale
- Candidat en repêchage

### Première demi-finale − Luleå
La première demi-finale a lieu le 1er février 2025 en direct de la Coop Norrbotten Arena à Luleå.
| Détail du télévote du 1er tour | Détail du télévote du 1er tour | Détail du télévote du 1er tour | Détail du télévote du 1er tour | Détail du télévote du 1er tour | Détail du télévote du 1er tour | Détail du télévote du 1er tour | Détail du télévote du 1er tour | Détail du télévote du 1er tour | Détail du télévote du 1er tour |
| #                              | Chanson                        | Groupes d'âge                  | Groupes d'âge                  | Groupes d'âge                  | Groupes d'âge                  | Groupes d'âge                  | Groupes d'âge                  | Groupes d'âge                  | Téléphone                      |
| #                              | Chanson                        | 3-9                            | 10-15                          | 16-29                          | 30-44                          | 45-59                          | 60-74                          | 75+                            | Téléphone                      |
| ------------------------------ | ------------------------------ | ------------------------------ | ------------------------------ | ------------------------------ | ------------------------------ | ------------------------------ | ------------------------------ | ------------------------------ | ------------------------------ |
| 1                              | Upp i luften                   | 12                             | 10                             | 8                              | 5                              | 5                              | 1                              | 1                              | 3                              |
| 2                              | Kamikaze Life                  | 3                              | 3                              | 3                              | 12                             | 12                             | 12                             | 10                             | 12                             |
| 3                              | Voice of the Silent            | 10                             | 12                             | 12                             | 10                             | 10                             | 10                             | 12                             | 10                             |
| 4                              | Hush Hush                      | 8                              | 8                              | 10                             | 8                              | 8                              | 5                              | 3                              | 8                              |
| 5                              | Vår första gång                | 5                              | 5                              | 5                              | 3                              | 3                              | 3                              | 5                              | 1                              |
| 6                              | Den känslan                    | 1                              | 1                              | 1                              | 1                              | 1                              | 8                              | 8                              | 5                              |

| # | Artiste                | Chanson             | 1er tour  | 1er tour | 1er tour | 2e tour | 2e tour   | 2e tour | Résultat    |
| # | Artiste                | Chanson             | Voix      | Points   | Place    | Voix    | Total     | Place   | Résultat    |
| - | ---------------------- | ------------------- | --------- | -------- | -------- | ------- | --------- | ------- | ----------- |
| 1 | Albin Johnsén feat. Pa | Upp i luften        | 1 089 032 | 45       | 4        | 596 636 | 1 685 668 | 3       | Élimination |
| 2 | Maja Ivarsson          | Kamikaze Life       | 1 115 693 | 67       | 2        | 683 513 | 1 799 206 | 1       | Finale      |
| 3 | John Lundvik           | Voice of the Silent | 1 355 309 | 86       | 1        | —       | —         | —       | Finale      |
| 4 | Meira Omar             | Hush Hush           | 1 068 752 | 58       | 3        | 647 625 | 1 716 377 | 2       | Repêchage   |
| 5 | Adrian Macéus          | Vår första gång     | 879 946   | 30       | 5        | 455 470 | 1 335 416 | 4       | Élimination |
| 6 | Linnea Henriksson      | Den känslan         | 660 354   | 26       | 6        | 342 138 | 1 002 492 | 5       | Élimination |

Galerie
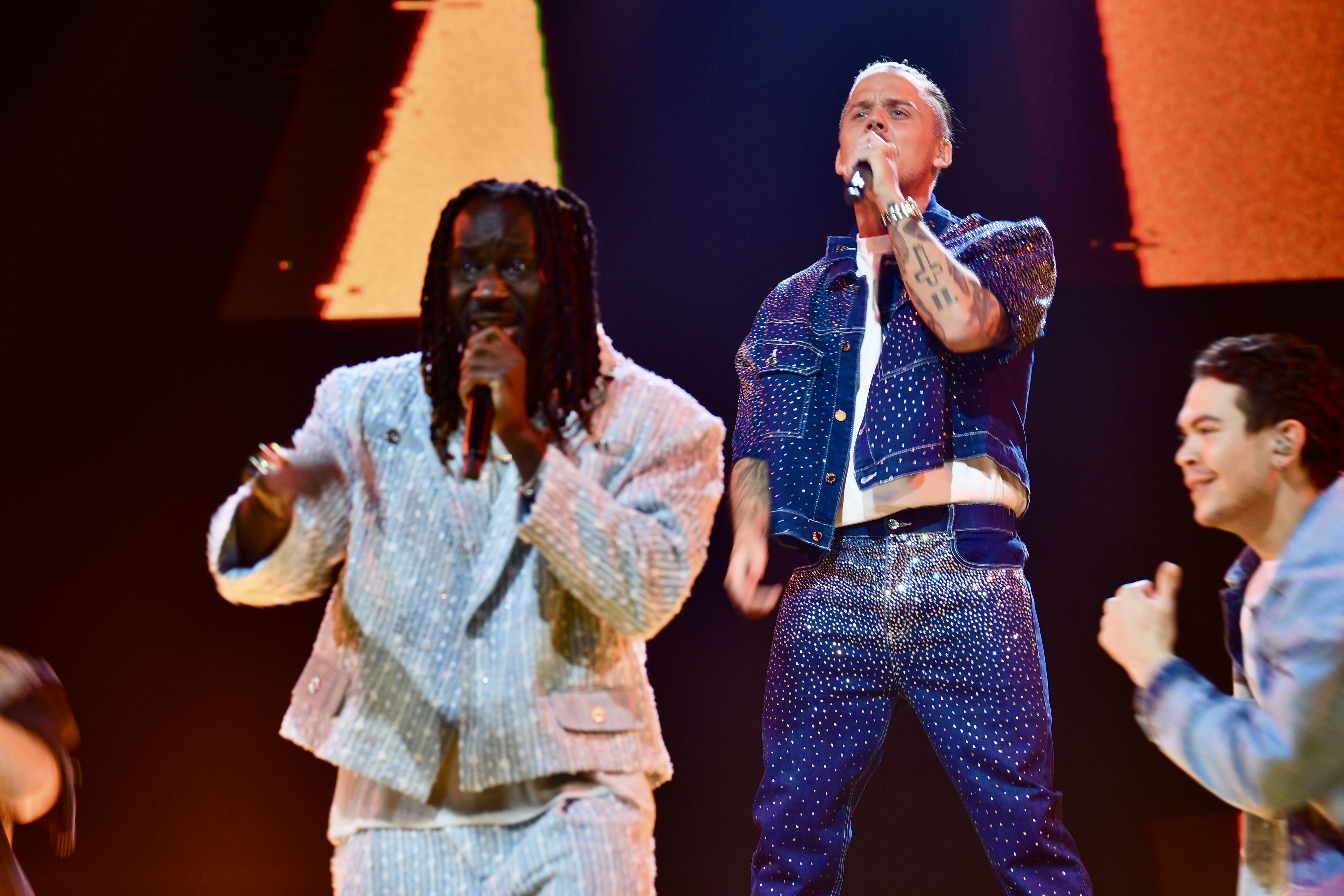
Albin Johnsén et Pa interprétant Upp i luften.
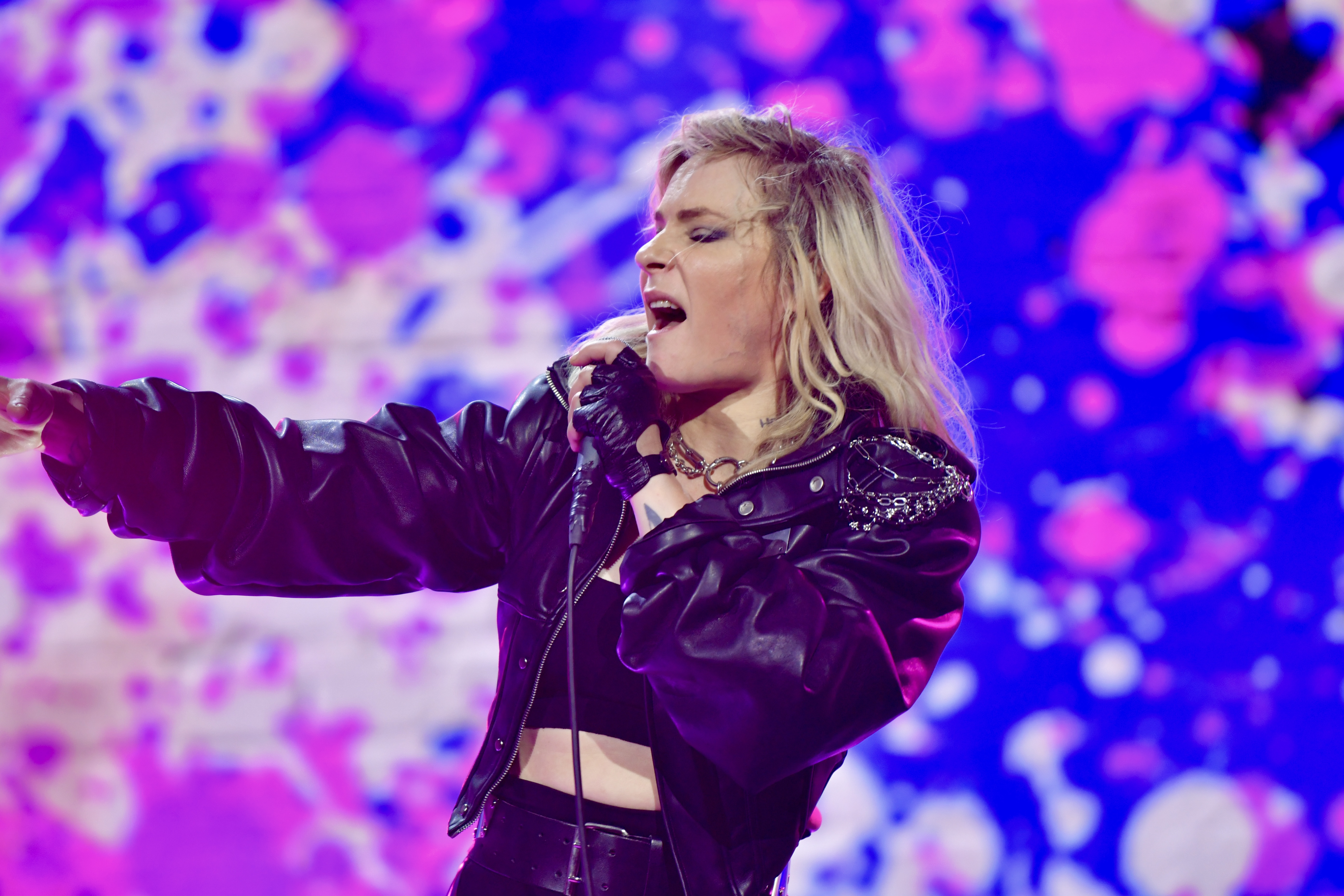
Maja Ivarsson interprétant Kamikaze Life.
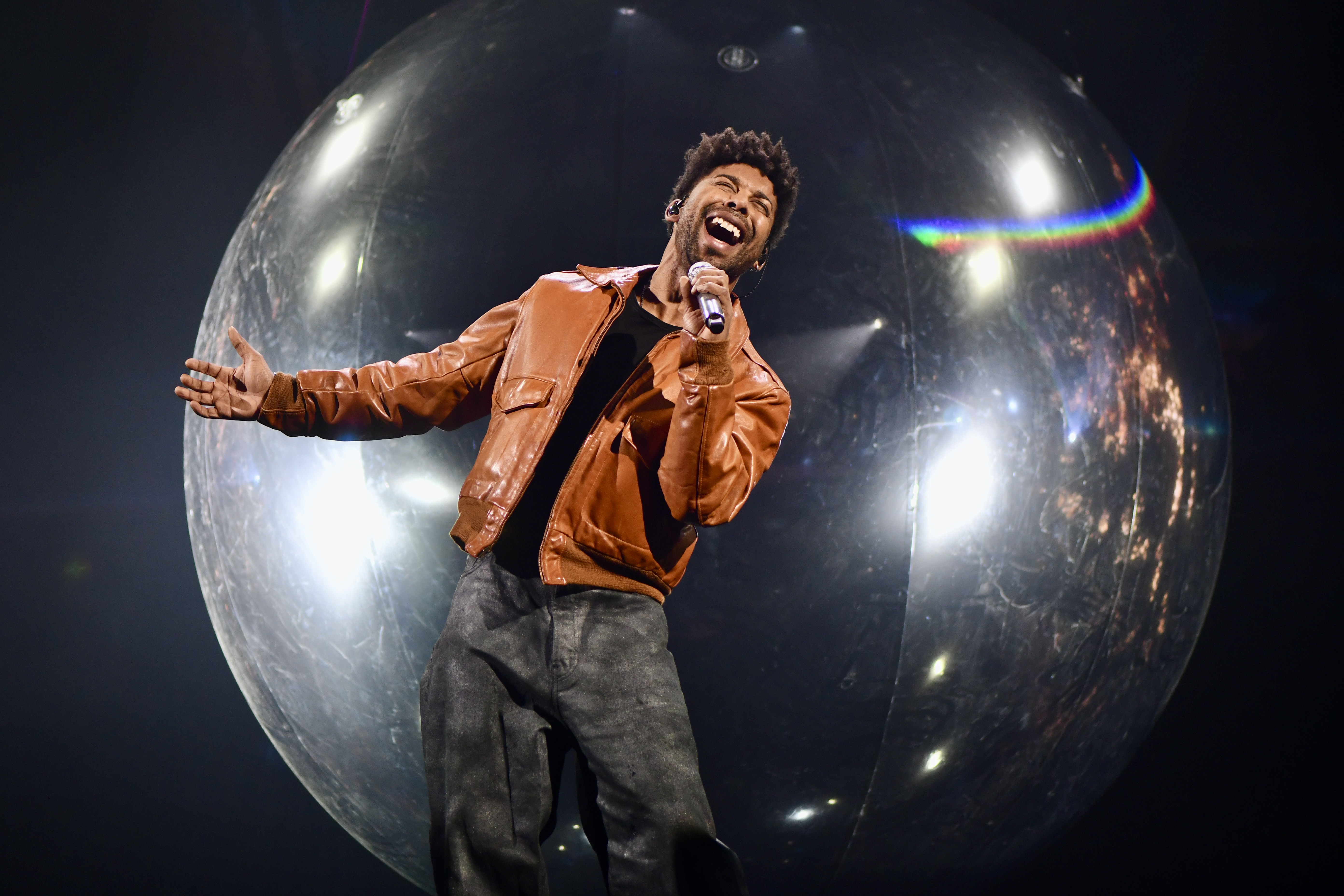
John Lundvik interprétant Voice of the Silent.
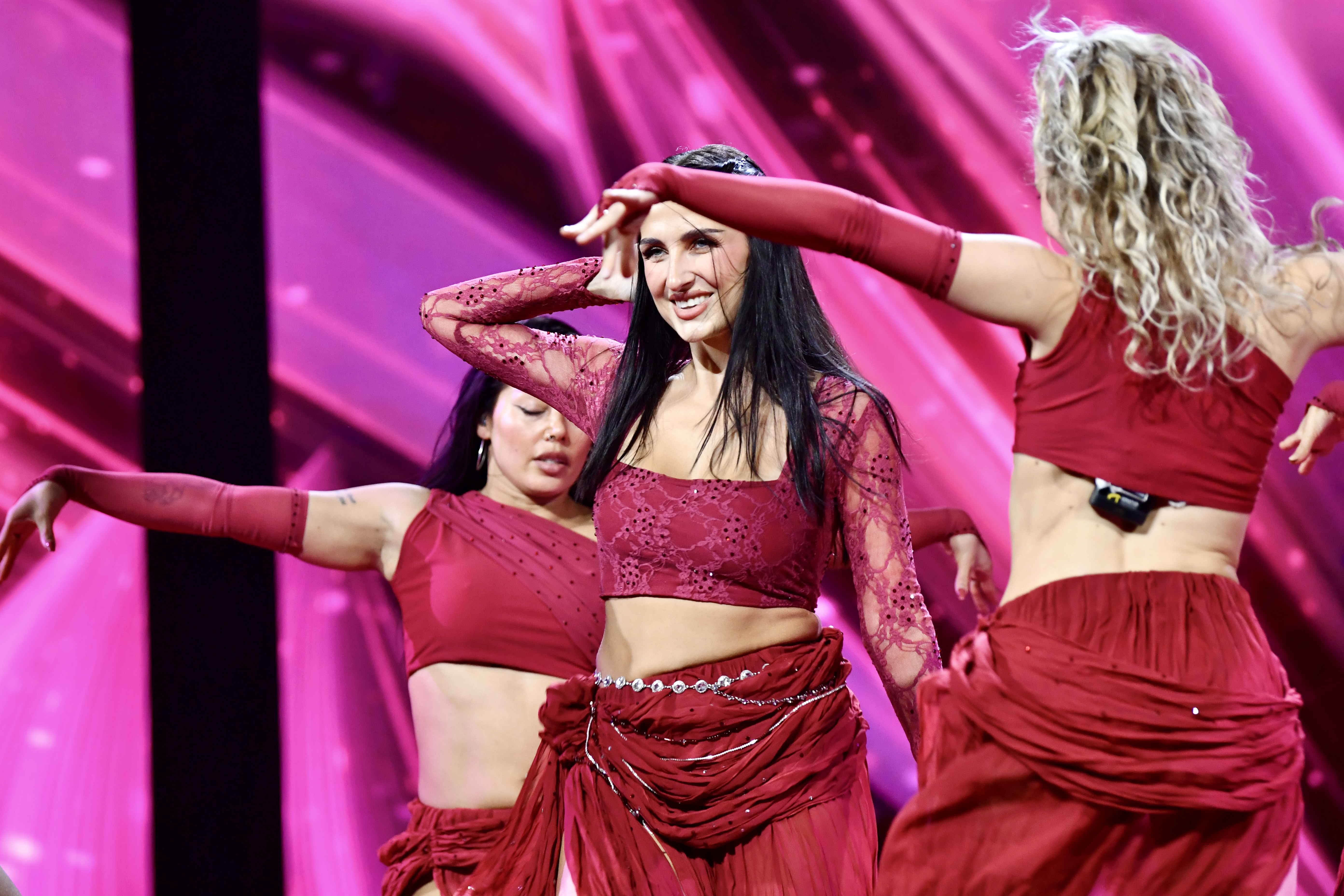
Meira Omar interprétant Hush Hush.
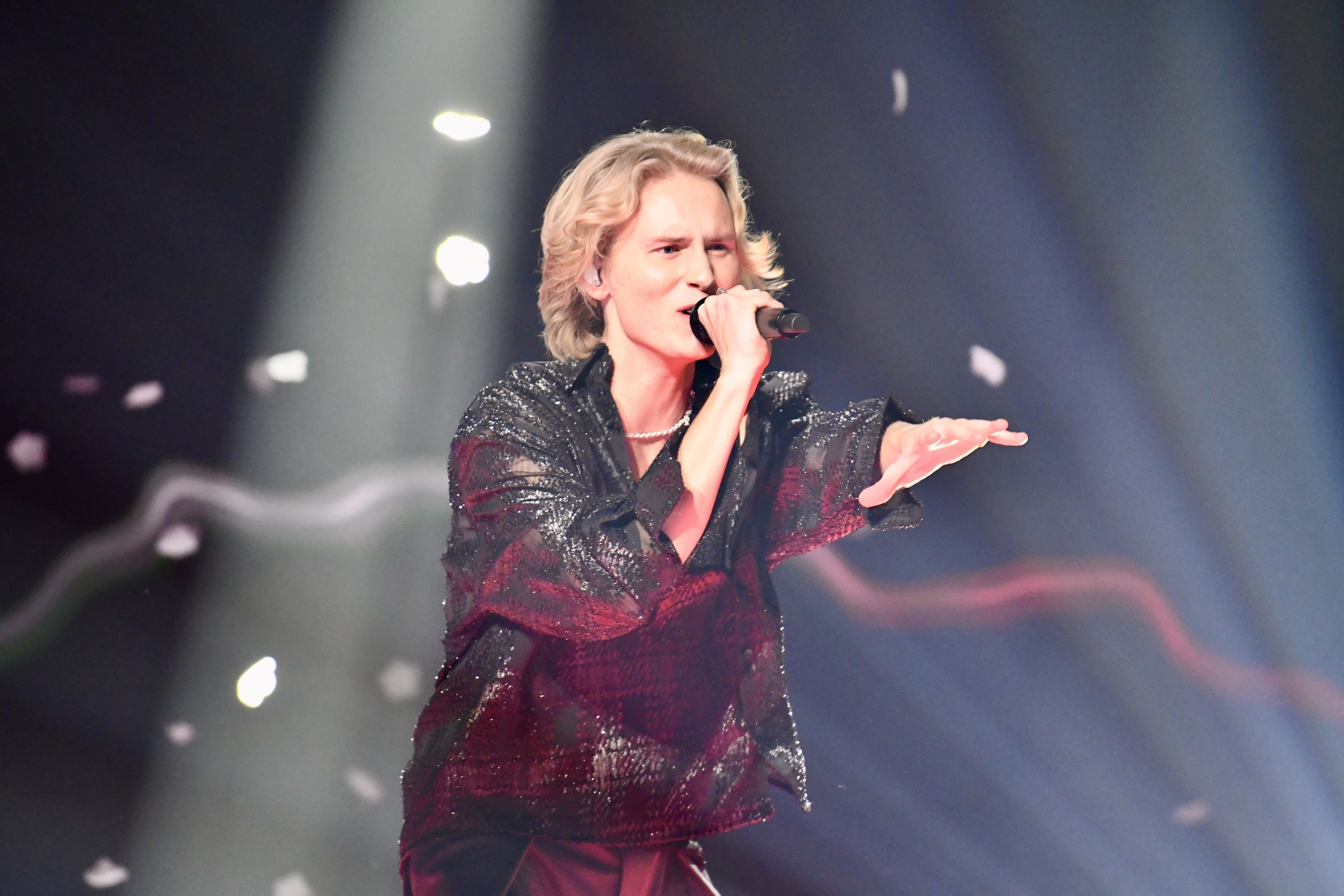
Adrian Macéus interprétant Vår första gång.
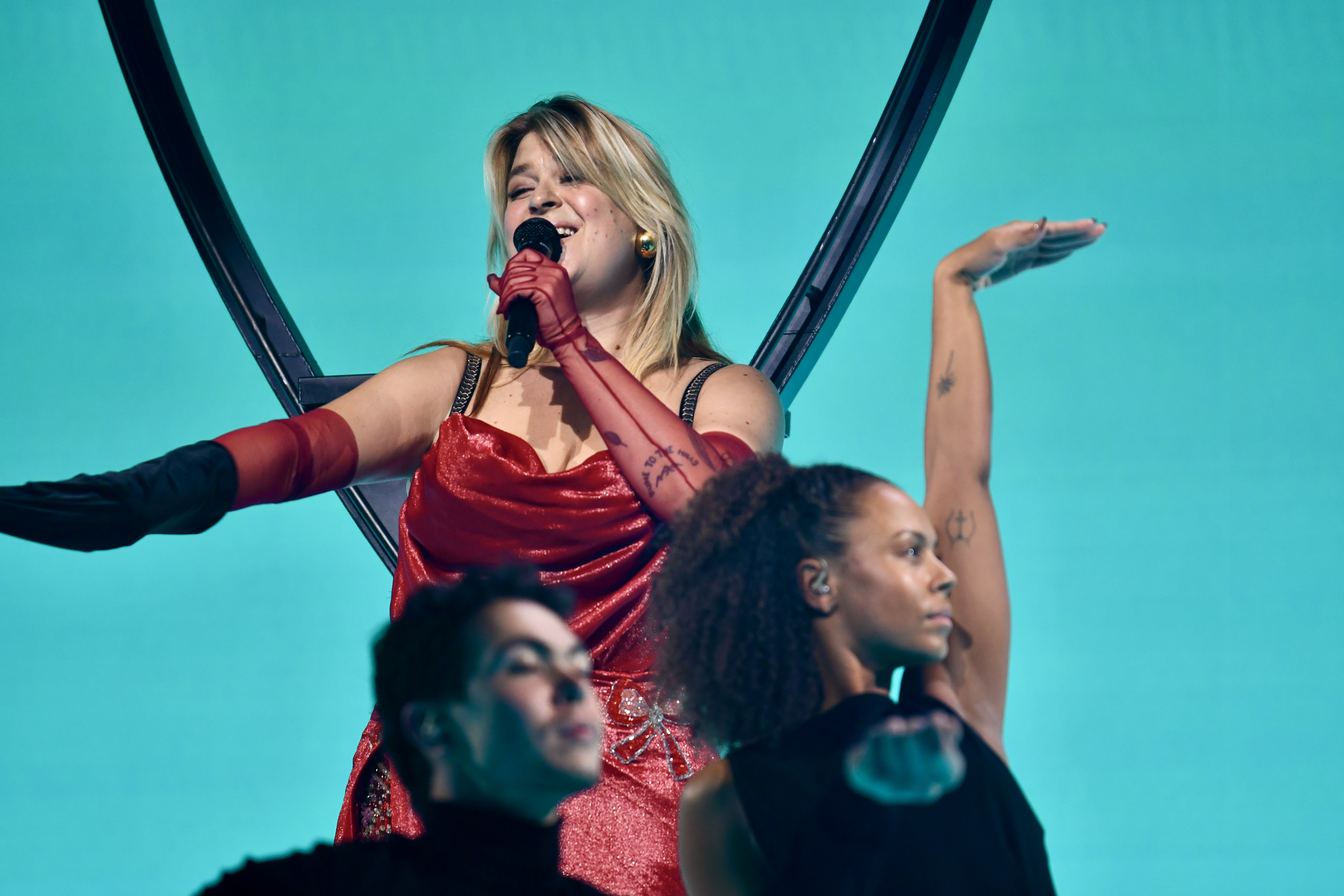
Linnea Henriksson interprétant Den känslan.

### Deuxième demi-finale − Göteborg
La deuxième demi-finale a lieu le 8 février 2025 en direct du Scandinavium à Göteborg.
| Détail du télévote du 1er tour | Détail du télévote du 1er tour | Détail du télévote du 1er tour | Détail du télévote du 1er tour | Détail du télévote du 1er tour | Détail du télévote du 1er tour | Détail du télévote du 1er tour | Détail du télévote du 1er tour | Détail du télévote du 1er tour | Détail du télévote du 1er tour |
| #                              | Chanson                        | Groupes d'âge                  | Groupes d'âge                  | Groupes d'âge                  | Groupes d'âge                  | Groupes d'âge                  | Groupes d'âge                  | Groupes d'âge                  | Téléphone                      |
| #                              | Chanson                        | 3-9                            | 10-15                          | 16-29                          | 30-44                          | 45-59                          | 60-74                          | 75+                            | Téléphone                      |
| ------------------------------ | ------------------------------ | ------------------------------ | ------------------------------ | ------------------------------ | ------------------------------ | ------------------------------ | ------------------------------ | ------------------------------ | ------------------------------ |
| 1                              | Funniest Thing                 | 8                              | 8                              | 3                              | 3                              | 3                              | 3                              | 1                              | 1                              |
| 2                              | Don Juan                       | 1                              | 1                              | 1                              | 1                              | 1                              | 1                              | 5                              | 8                              |
| 3                              | Show Me What Love Is           | 10                             | 10                             | 12                             | 10                             | 10                             | 12                             | 12                             | 10                             |
| 4                              | On and On and On               | 12                             | 12                             | 10                             | 12                             | 12                             | 10                             | 10                             | 5                              |
| 5                              | The Heart of a Swedish Cowboy  | 3                              | 3                              | 5                              | 5                              | 8                              | 8                              | 8                              | 12                             |
| 6                              | Salute                         | 5                              | 5                              | 8                              | 8                              | 5                              | 5                              | 3                              | 3                              |

| # | Artiste           | Chanson                       | 1er tour  | 1er tour | 1er tour | 2e tour   | 2e tour   | 2e tour | Résultat    |
| # | Artiste           | Chanson                       | Voix      | Points   | Place    | Voix      | Total     | Place   | Résultat    |
| - | ----------------- | ----------------------------- | --------- | -------- | -------- | --------- | --------- | ------- | ----------- |
| 1 | Nomi Tales        | Funniest Thing                | 987 656   | 30       | 5        | 516 379   | 1 504 035 | 3       | Élimination |
| 2 | Schlagerz         | Don Juan                      | 544 789   | 19       | 6        | 193 691   | 738 480   | 5       | Élimination |
| 3 | Erik Segerstedt   | Show Me What Love Is          | 1 339 899 | 86       | 1        | —         | —         | —       | Finale      |
| 4 | Klara Hammarström | On and On and On              | 1 528 183 | 83       | 2        | 1 053 759 | 2 581 942 | 1       | Finale      |
| 5 | Fredrik Lundman   | The Heart of a Swedish Cowboy | 945 235   | 52       | 3        | 514 404   | 1 459 639 | 4       | Élimination |
| 6 | Kaliffa           | Salute                        | 1 072 881 | 42       | 4        | 612 155   | 1 685 036 | 2       | Repêchage   |

Galerie
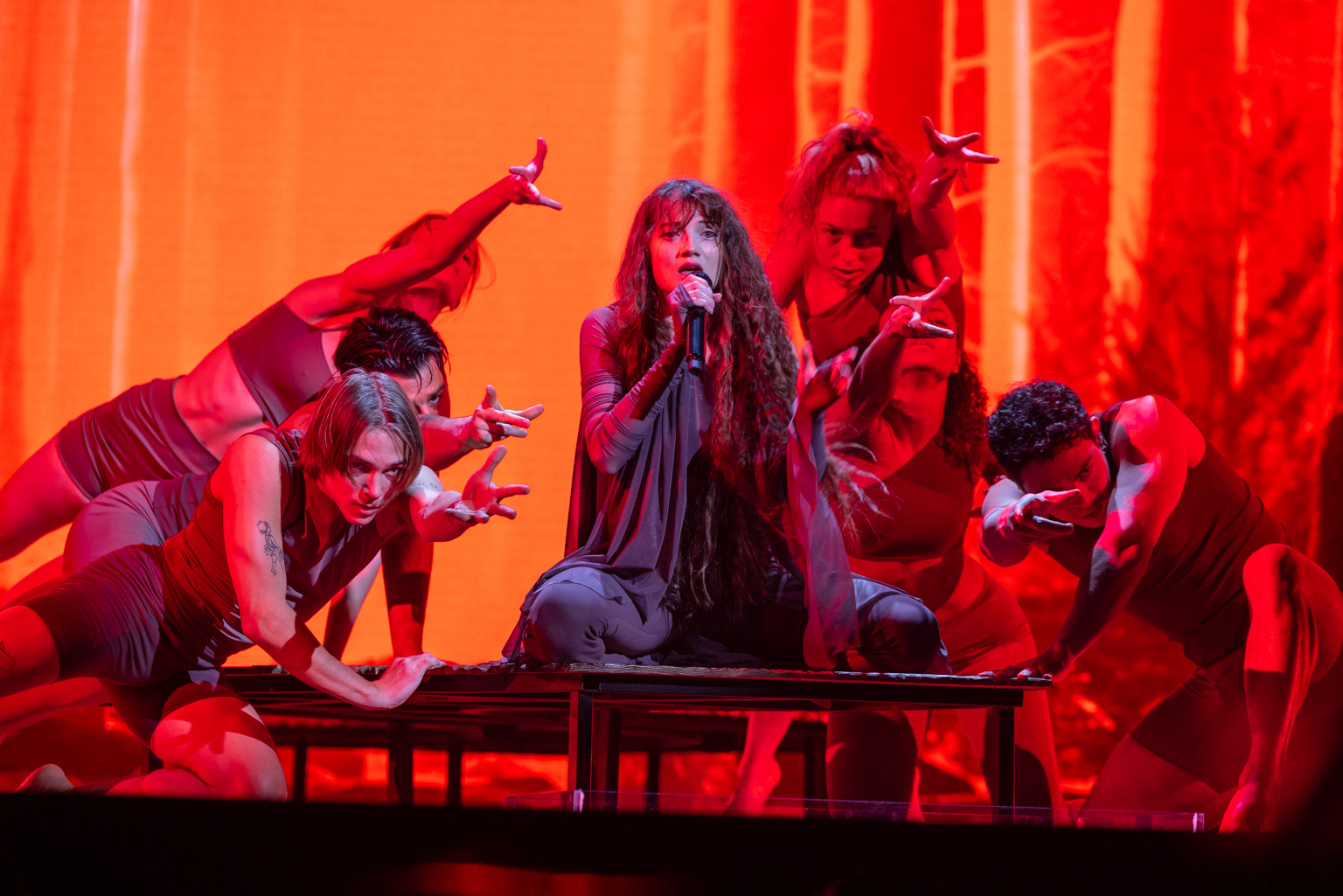
Nomi Tales interprétant Funniest Thing.
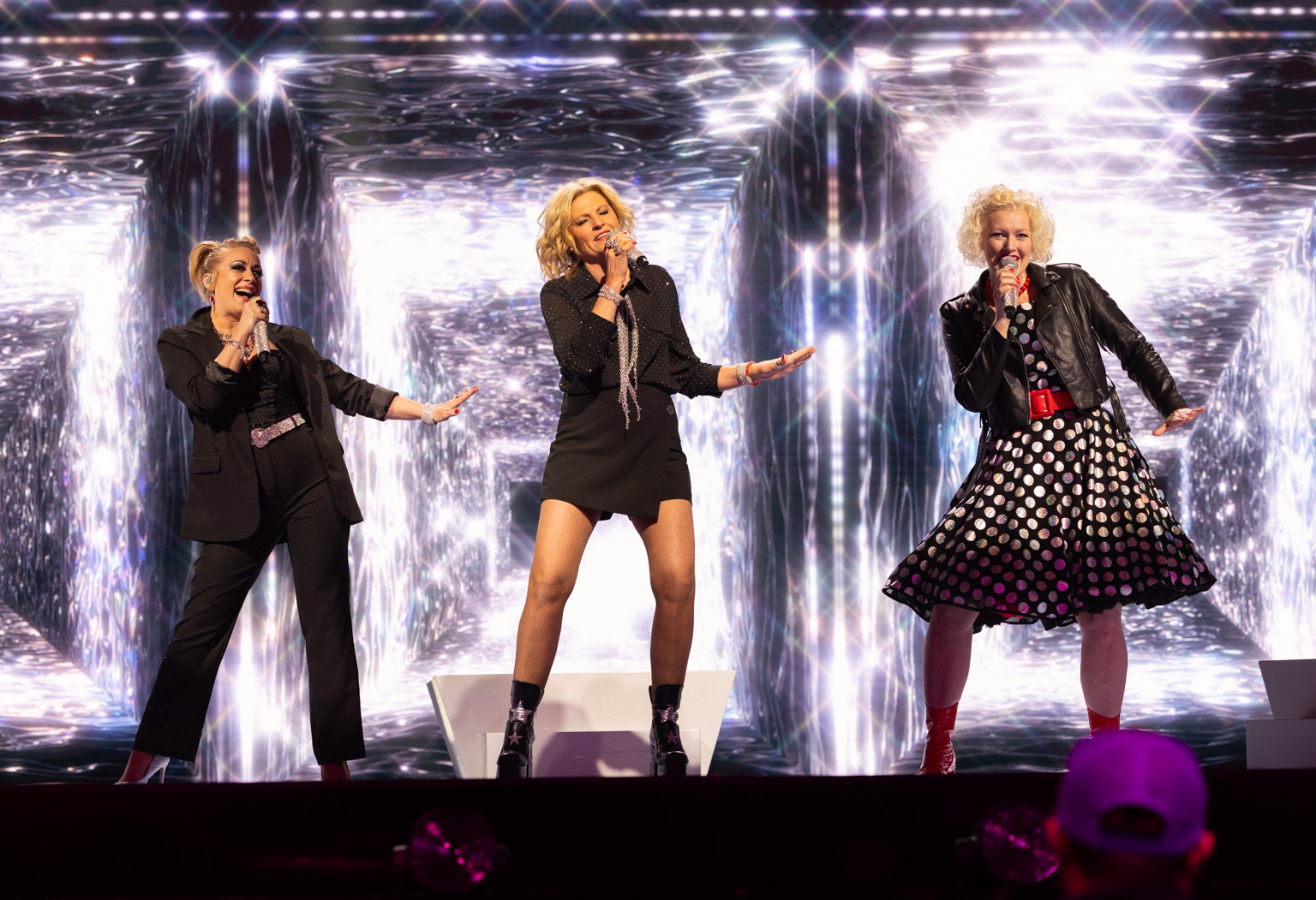
Schlagerz interprétant Don Juan.
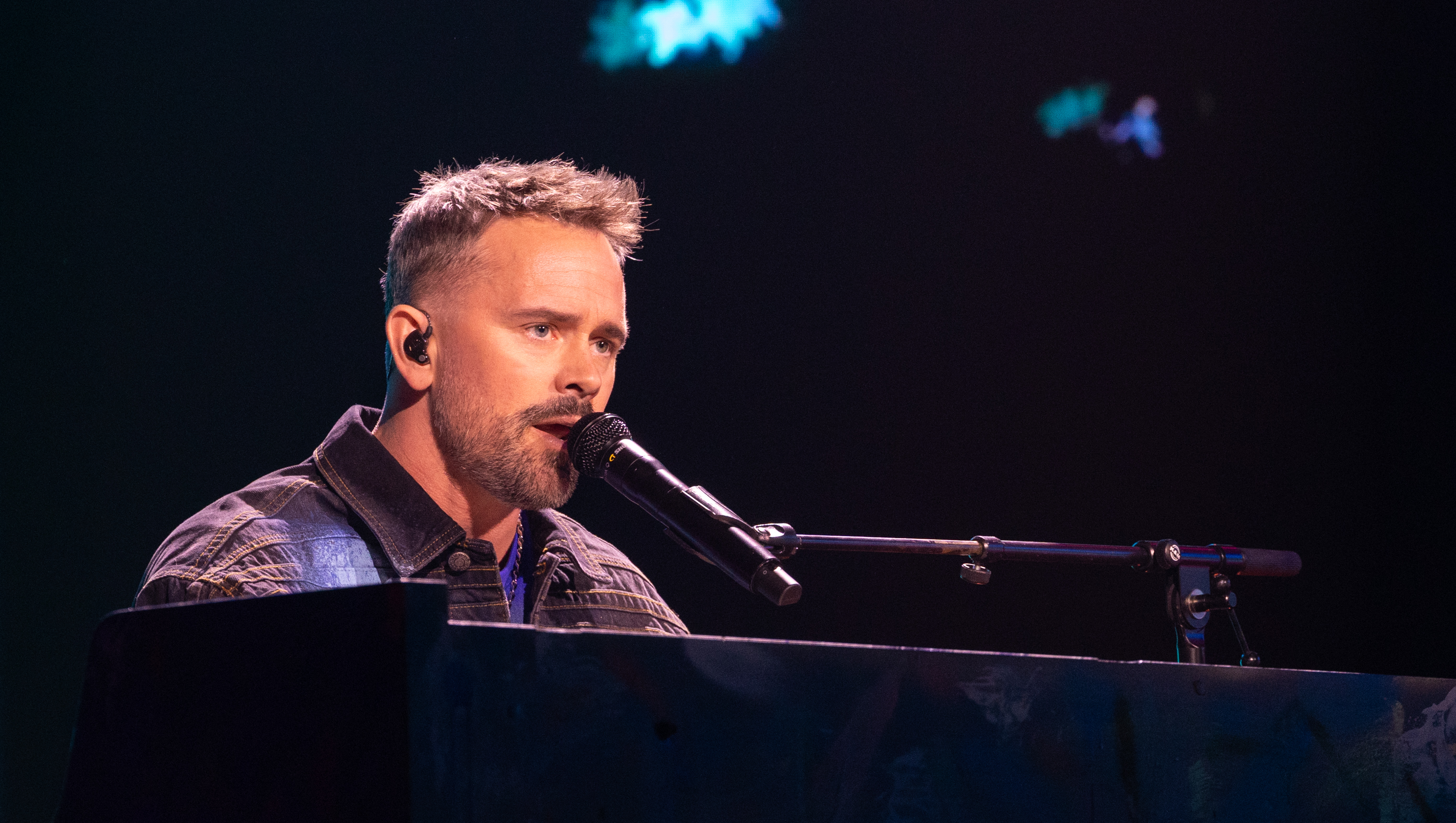
Erik Segerstedt interprétant Show Me What Love Is.
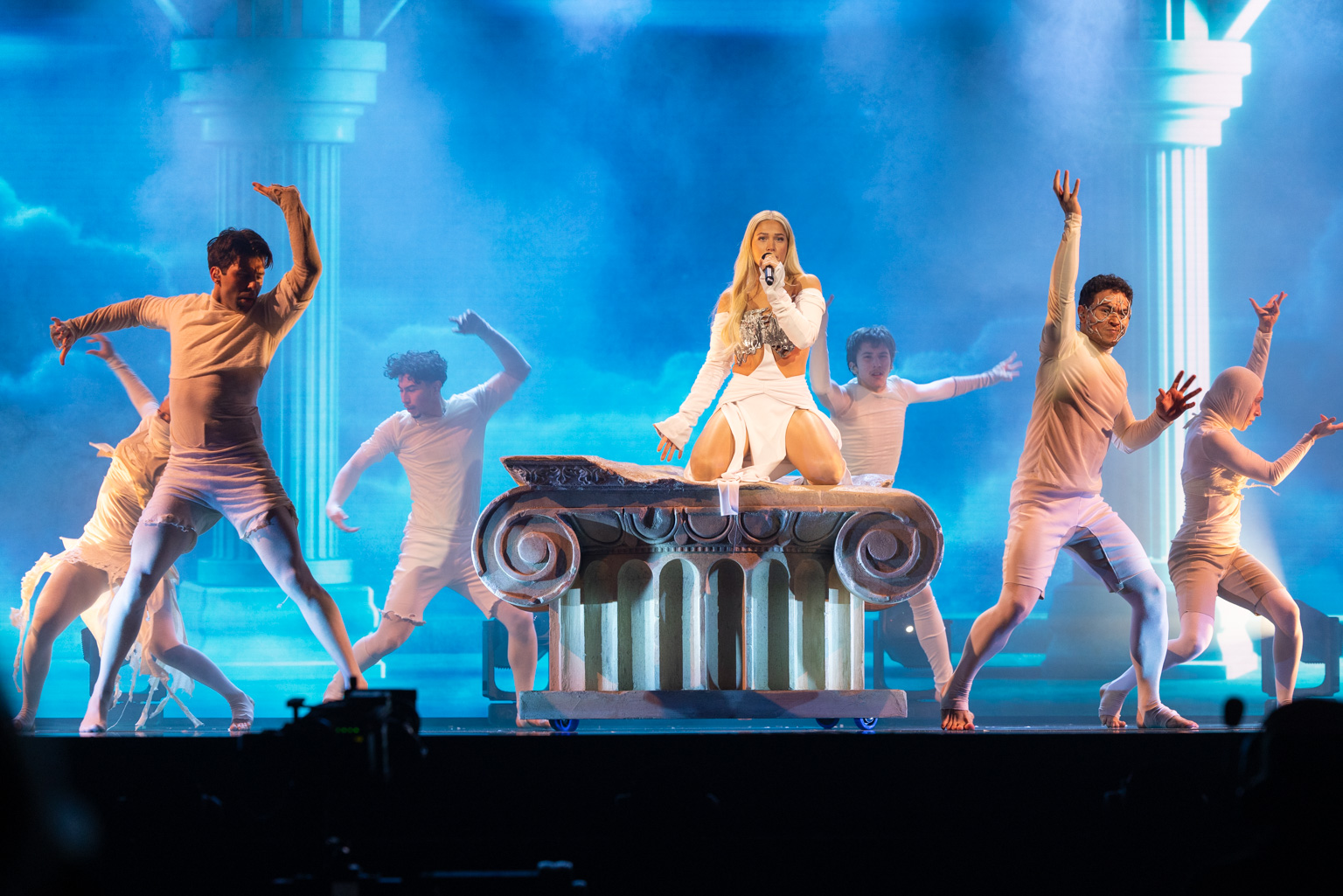
Klara Hammarström interprétant On and On and On.
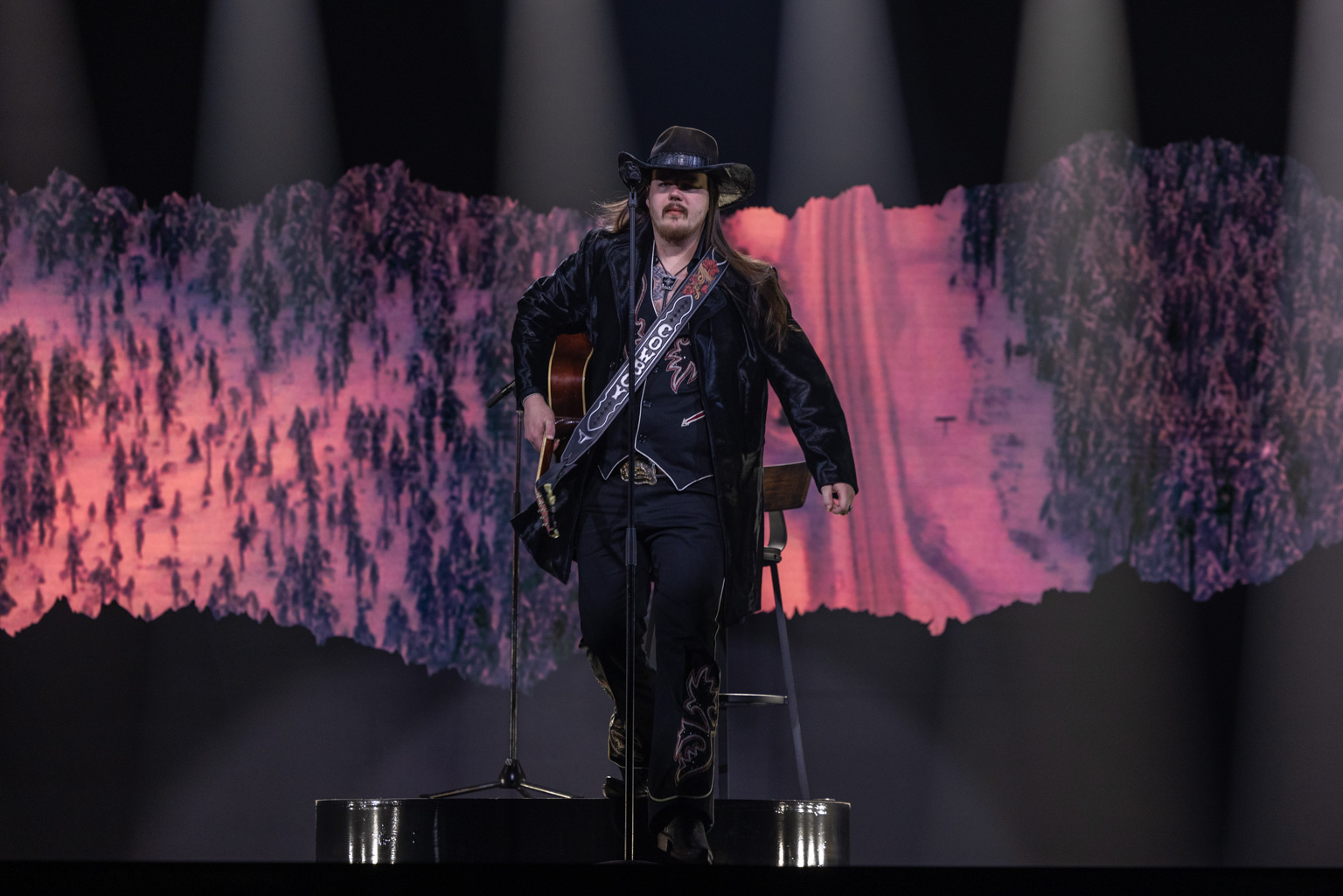
Fredrik Lundman interprétant The Heart of a Swedish Cowboy .
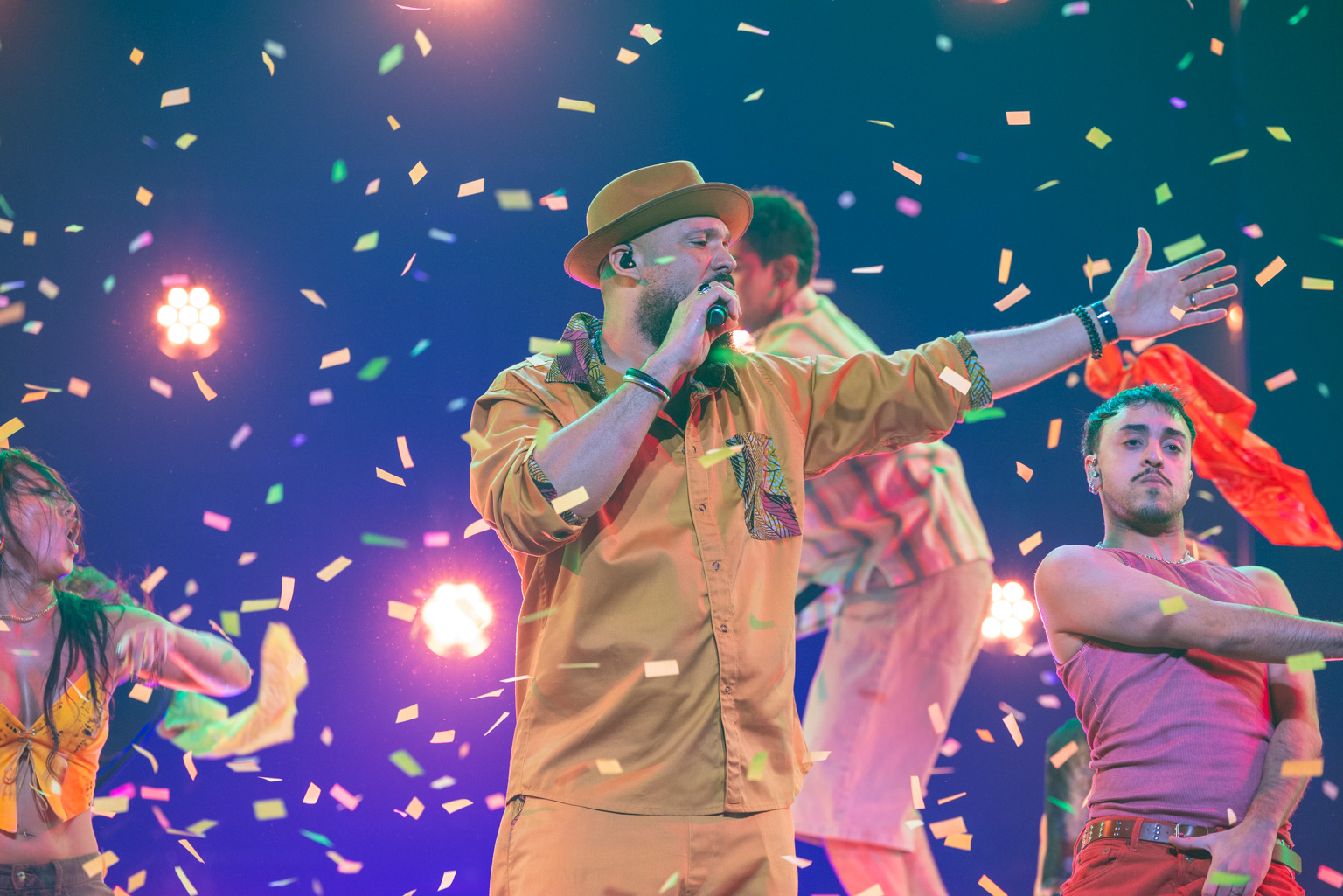
Kaliffa interprétant Salute.

### Troisième demi-finale − Västerås
La troisième série a lieu le 15 février 2025 en direct de la ABB Arena à Västerås.
| Détail du télévote du 1er tour | Détail du télévote du 1er tour | Détail du télévote du 1er tour | Détail du télévote du 1er tour | Détail du télévote du 1er tour | Détail du télévote du 1er tour | Détail du télévote du 1er tour | Détail du télévote du 1er tour | Détail du télévote du 1er tour | Détail du télévote du 1er tour |
| #                              | Chanson                        | Groupes d'âge                  | Groupes d'âge                  | Groupes d'âge                  | Groupes d'âge                  | Groupes d'âge                  | Groupes d'âge                  | Groupes d'âge                  | Téléphone                      |
| #                              | Chanson                        | 3-9                            | 10-15                          | 16-29                          | 30-44                          | 45-59                          | 60-74                          | 75+                            | Téléphone                      |
| ------------------------------ | ------------------------------ | ------------------------------ | ------------------------------ | ------------------------------ | ------------------------------ | ------------------------------ | ------------------------------ | ------------------------------ | ------------------------------ |
| 1                              | Believe Me                     | 5                              | 3                              | 12                             | 12                             | 12                             | 10                             | 10                             | 10                             |
| 2                              | 24K Gold                       | 10                             | 10                             | 3                              | 5                              | 5                              | 3                              | 5                              | 1                              |
| 3                              | Rädda mig                      | 3                              | 1                              | 8                              | 1                              | 1                              | 1                              | 1                              | 5                              |
| 4                              | Yihaa                          | 12                             | 12                             | 1                              | 10                             | 3                              | 5                              | 3                              | 8                              |
| 5                              | Teardrops                      | 8                              | 5                              | 5                              | 3                              | 8                              | 8                              | 8                              | 3                              |
| 6                              | Life Again                     | 1                              | 8                              | 10                             | 8                              | 10                             | 12                             | 12                             | 12                             |

| # | Artiste            | Chanson    | 1er tour  | 1er tour | 1er tour | 2e tour | 2e tour   | 2e tour | Résultat    |
| # | Artiste            | Chanson    | Voix      | Points   | Place    | Voix    | Total     | Place   | Résultat    |
| - | ------------------ | ---------- | --------- | -------- | -------- | ------- | --------- | ------- | ----------- |
| 1 | Greczula           | Believe Me | 1 069 958 | 74       | 1        | —       | —         | —       | Finale      |
| 2 | Malou Prytz        | 24K Gold   | 935 017   | 42       | 5        | 448 986 | 1 384 003 | 3       | Élimination |
| 3 | Björn Holmgren     | Rädda mig  | 798 822   | 21       | 6        | 338 552 | 1 137 374 | 5       | Élimination |
| 4 | Dolly Style        | Yihaa      | 1 057 492 | 54       | 3        | 600 798 | 1 658 290 | 2       | Repêchage   |
| 5 | Angelino           | Teardrops  | 883 140   | 48       | 4        | 416 917 | 1 300 057 | 4       | Élimination |
| 6 | Annika Wickihalder | Life Again | 1 054 647 | 73       | 2        | 620 082 | 1 674 729 | 1       | Finale      |

Galerie
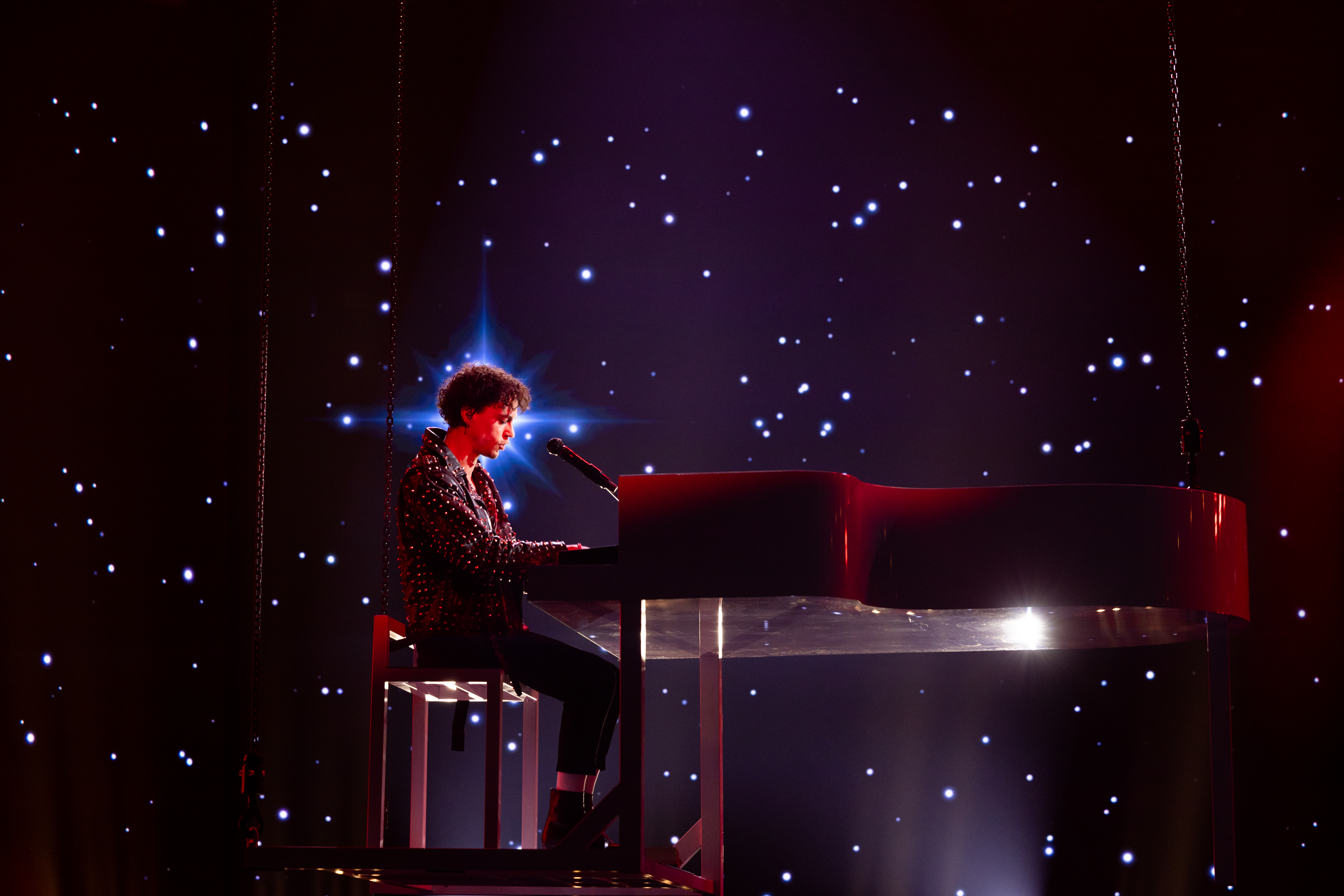
Greczula interprétant Believe Me.
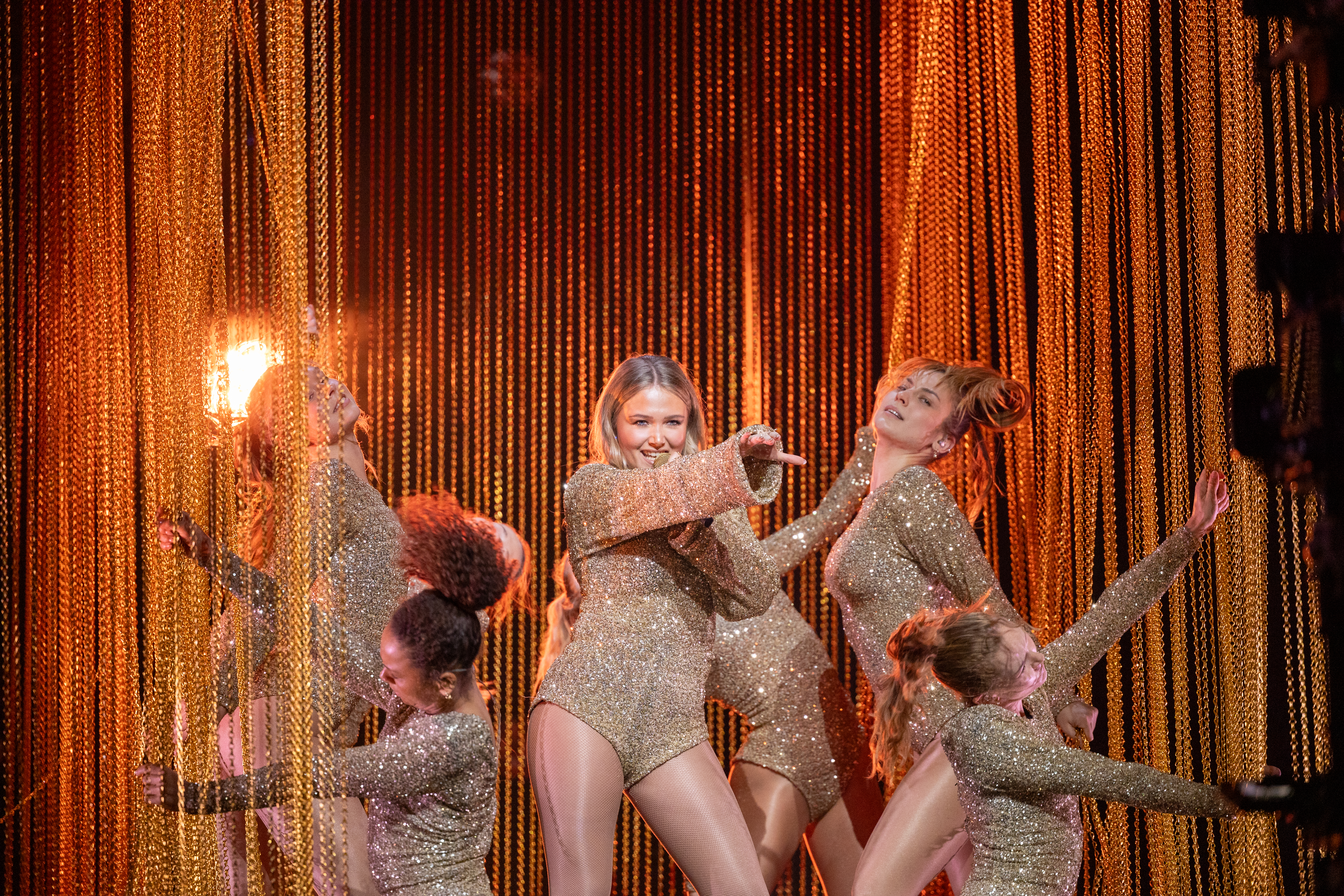
Malou Prytz interprétant 24K Gold.
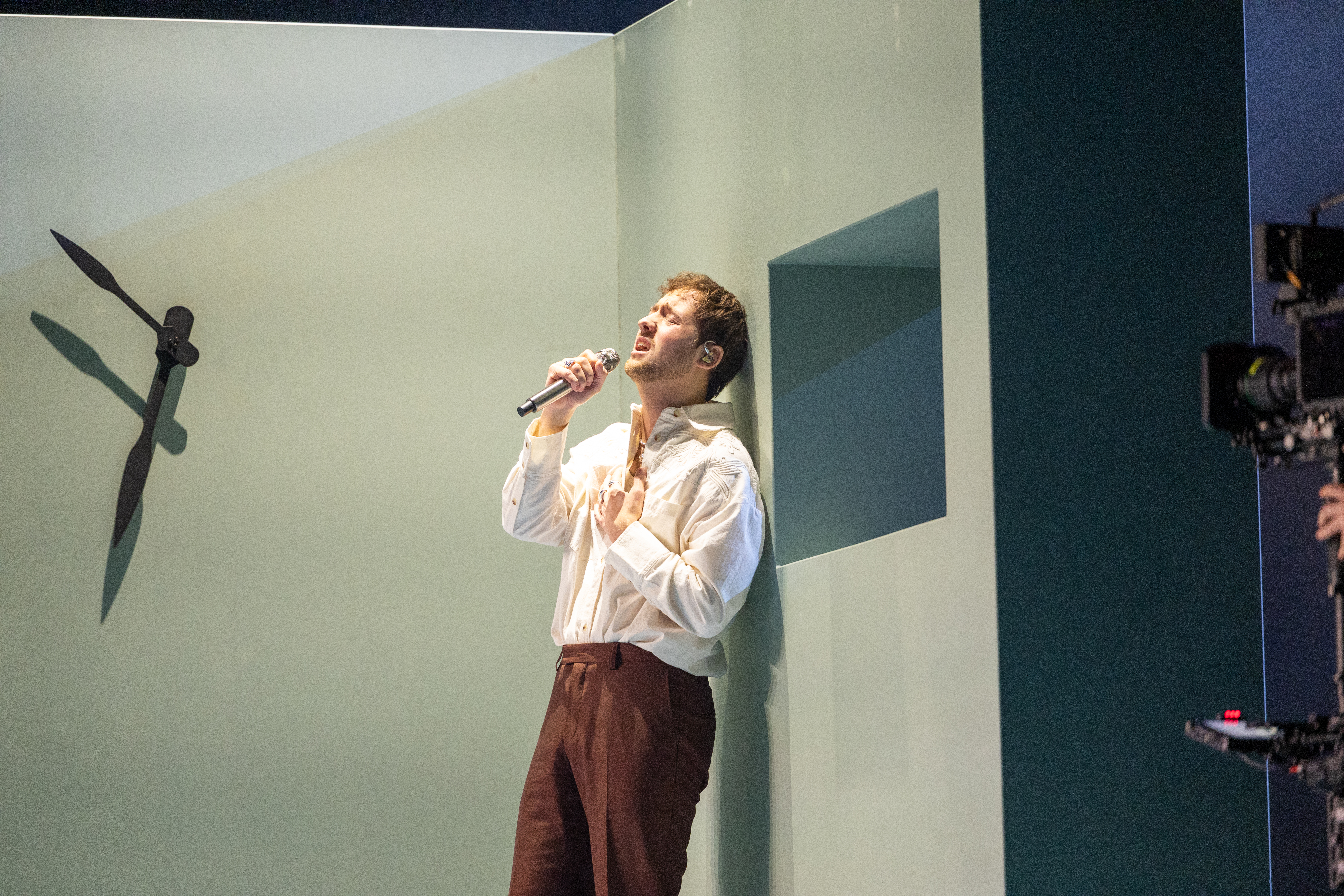
Björn Holmgren interprétant Rädda mig.
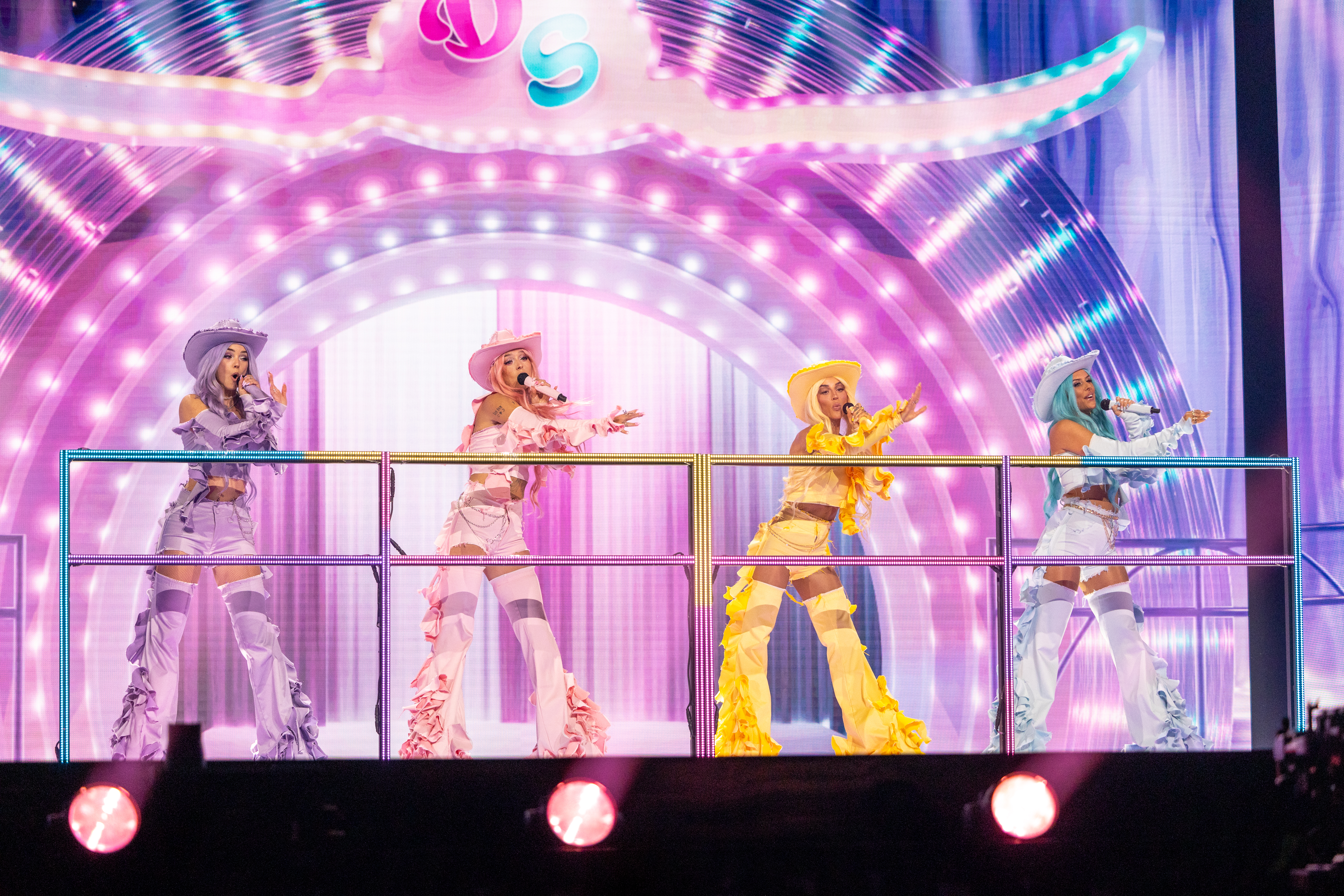
Dolly Style interprétant Yihaa.
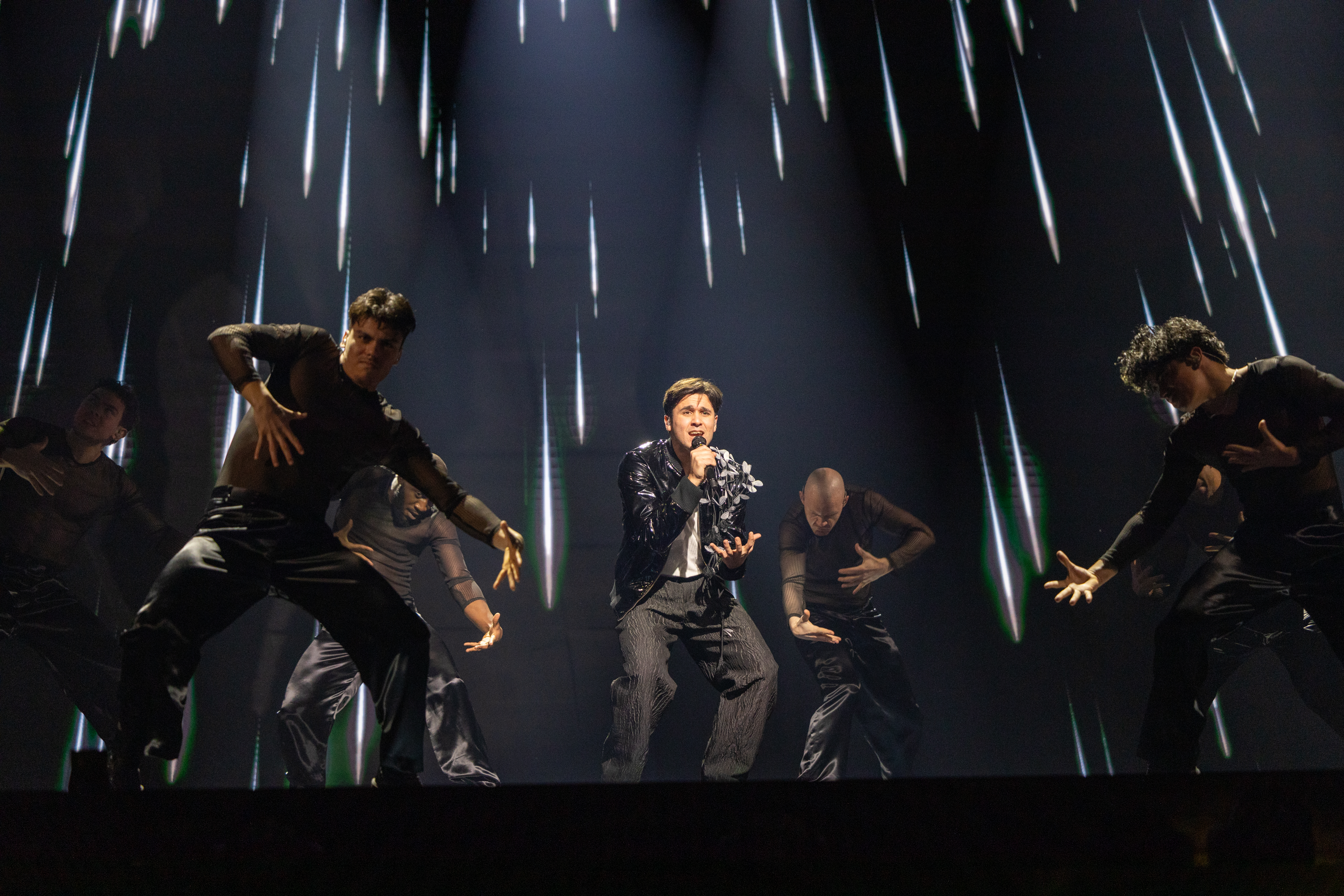
Angelino interprétant Teardrops.
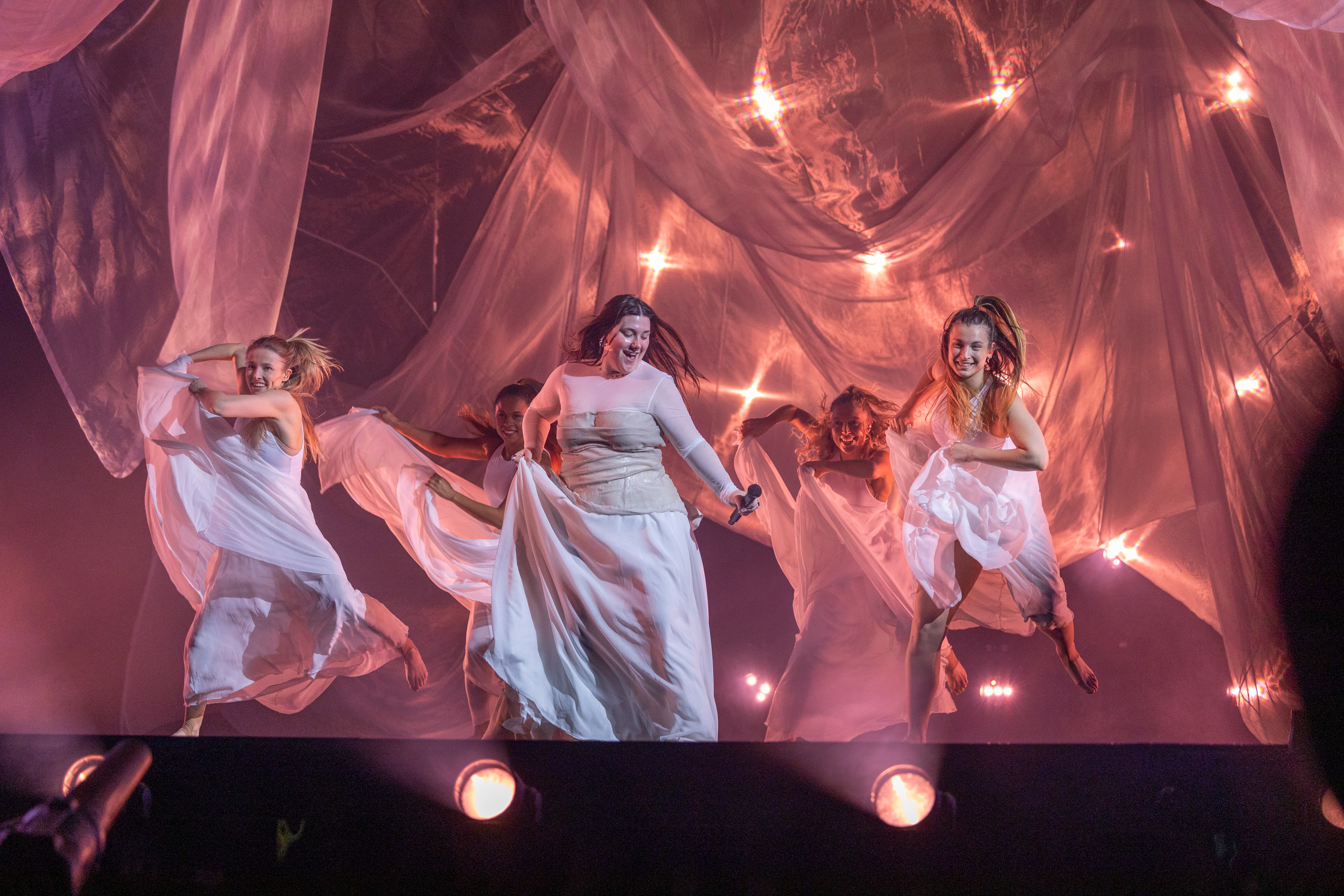
Annika Wickihalder interprétant Life Again.

### Quatrième demi-finale − Malmö
La quatrième demi-finale a lieu le 22 février 2025 en direct de la Malmö Arena à Malmö.
| Détail du télévote du 1er tour | Détail du télévote du 1er tour | Détail du télévote du 1er tour | Détail du télévote du 1er tour | Détail du télévote du 1er tour | Détail du télévote du 1er tour | Détail du télévote du 1er tour | Détail du télévote du 1er tour | Détail du télévote du 1er tour | Détail du télévote du 1er tour |
| #                              | Chanson                        | Groupes d'âge                  | Groupes d'âge                  | Groupes d'âge                  | Groupes d'âge                  | Groupes d'âge                  | Groupes d'âge                  | Groupes d'âge                  | Téléphone                      |
| #                              | Chanson                        | 3-9                            | 10-15                          | 16-29                          | 30-44                          | 45-59                          | 60-74                          | 75+                            | Téléphone                      |
| ------------------------------ | ------------------------------ | ------------------------------ | ------------------------------ | ------------------------------ | ------------------------------ | ------------------------------ | ------------------------------ | ------------------------------ | ------------------------------ |
| 1                              | Vicious                        | 5                              | 5                              | 5                              | 5                              | 8                              | 10                             | 5                              | 5                              |
| 2                              | Bara du är där                 | 10                             | 8                              | 8                              | 8                              | 3                              | 3                              | 3                              | 3                              |
| 3                              | Yours                          | 3                              | 3                              | 1                              | 3                              | 5                              | 5                              | 8                              | 8                              |
| 4                              | Bara bada bastu                | 8                              | 10                             | 10                             | 10                             | 10                             | 8                              | 10                             | 10                             |
| 5                              | Do Good Be Better              | 1                              | 1                              | 3                              | 1                              | 1                              | 1                              | 1                              | 1                              |
| 6                              | Revolution                     | 12                             | 12                             | 12                             | 12                             | 12                             | 12                             | 12                             | 12                             |

| # | Artiste           | Chanson           | 1er tour  | 1er tour | 1er tour | 2e tour | 2e tour   | 2e tour | Résultat    |
| # | Artiste           | Chanson           | Voix      | Points   | Place    | Voix    | Total     | Place   | Résultat    |
| - | ----------------- | ----------------- | --------- | -------- | -------- | ------- | --------- | ------- | ----------- |
| 1 | Andreas Lundstedt | Vicious           | 925 304   | 48       | 3        | 597 985 | 1 523 289 | 3       | Élimination |
| 2 | Ella Tiritiello   | Bara du är där    | 967 458   | 46       | 4        | 634 115 | 1 601 573 | 2       | Repêchage   |
| 3 | Tennessee Tears   | Yours             | 773 258   | 36       | 5        | 436 047 | 1 209 305 | 4       | Élimination |
| 4 | KAJ               | Bara bada bastu   | 1 238 511 | 76       | 2        | 954 961 | 2 193 472 | 1       | Finale      |
| 5 | Amena             | Do Good Be Better | 629 574   | 10       | 6        | 333 799 | 963 373   | 5       | Élimination |
| 6 | Måns Zelmerlöw    | Revolution        | 1 632 844 | 96       | 1        | —       | —         | —       | Finale      |

Galerie
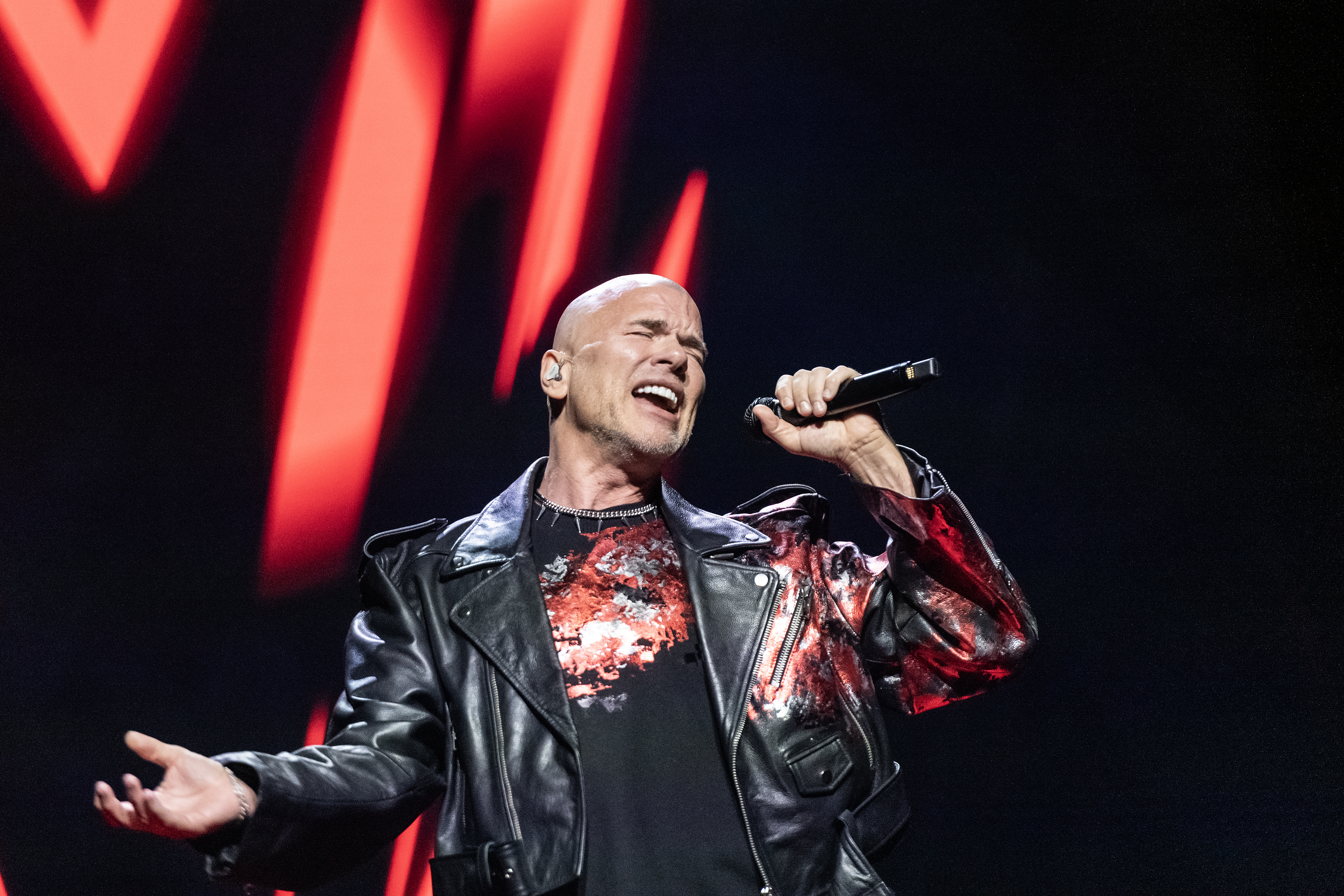
Andreas Lundstedt interprétant Vicious.
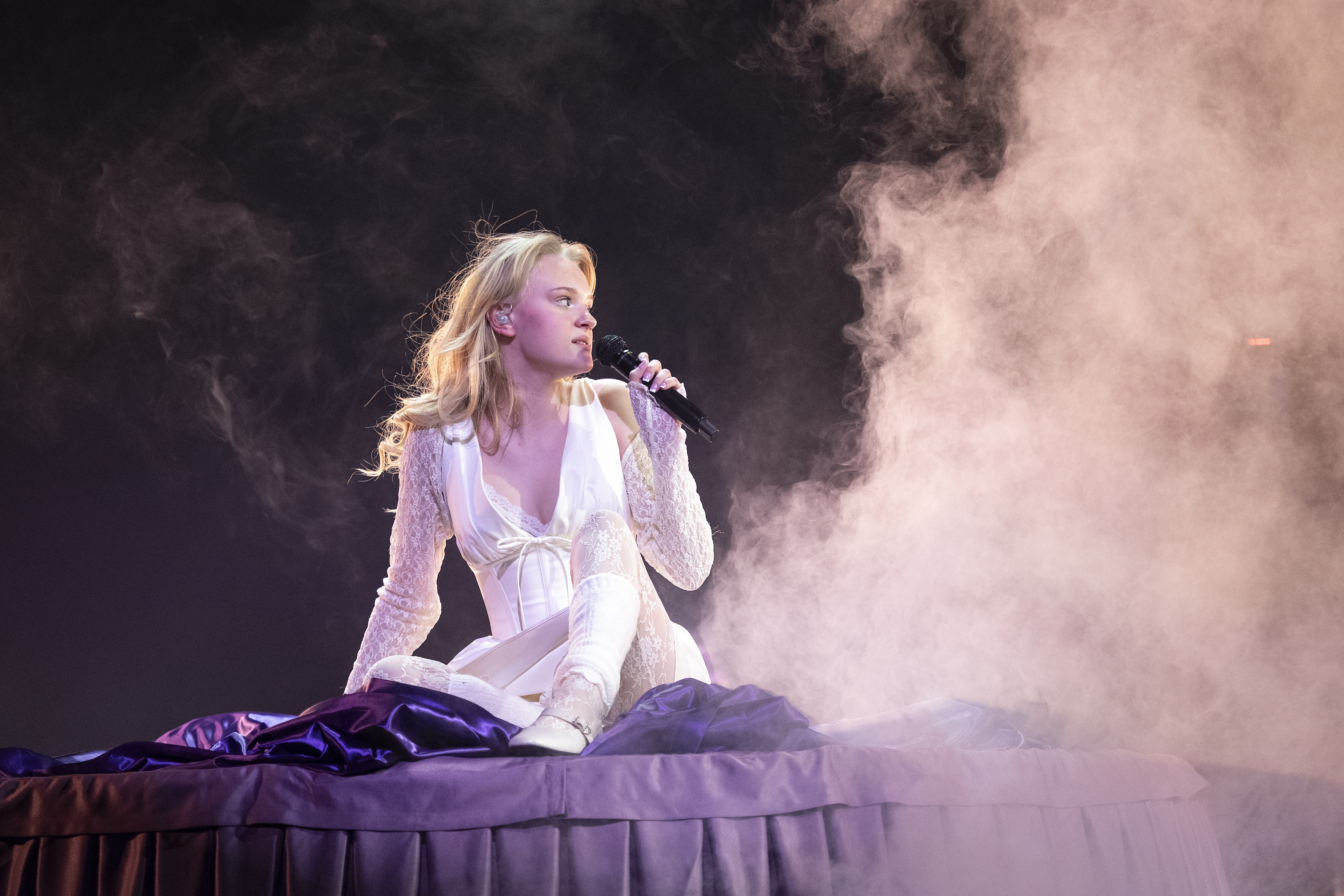
Ella Tiritiello interprétant Bara du är där.
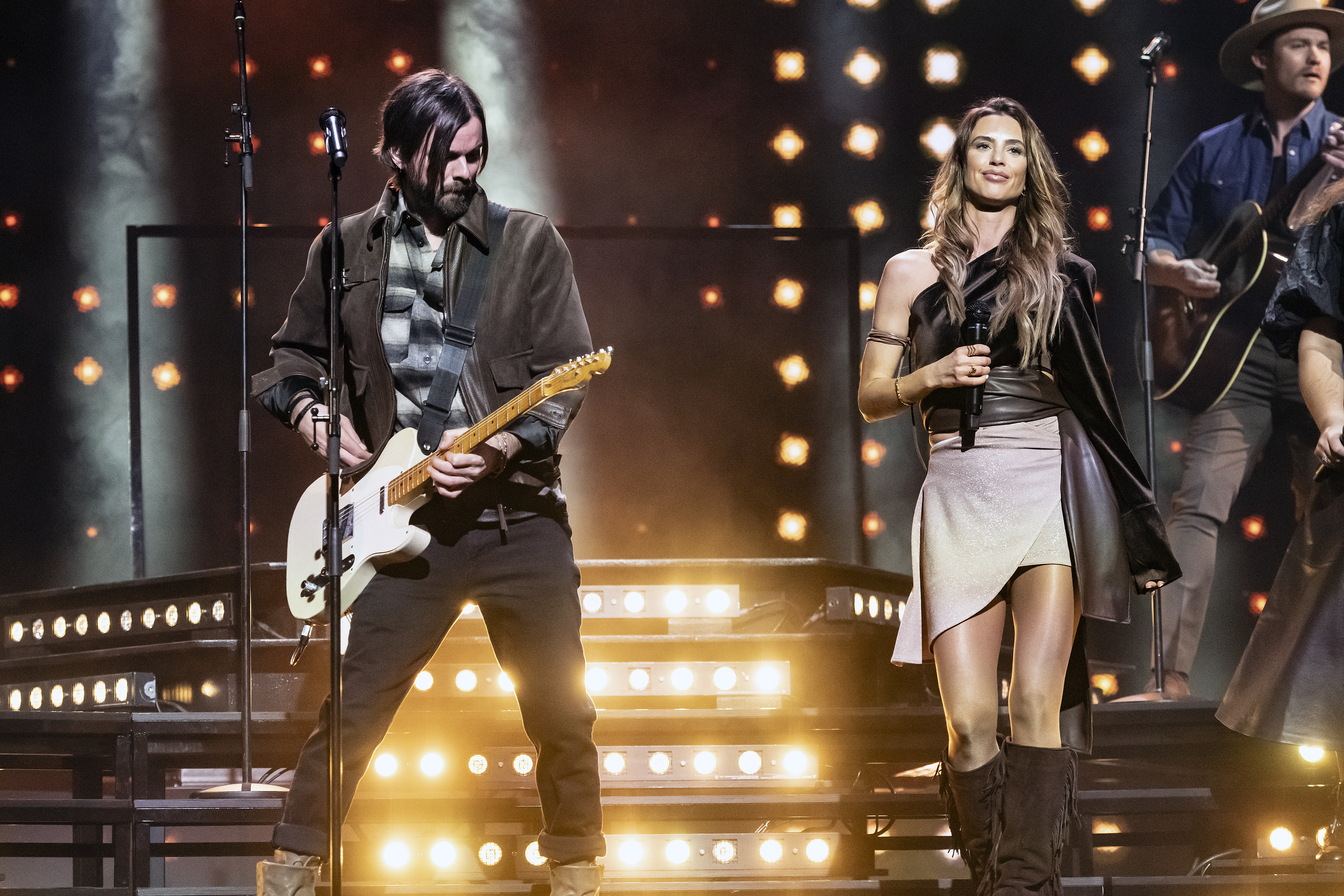
Tennessee Tears interprétant Yours.
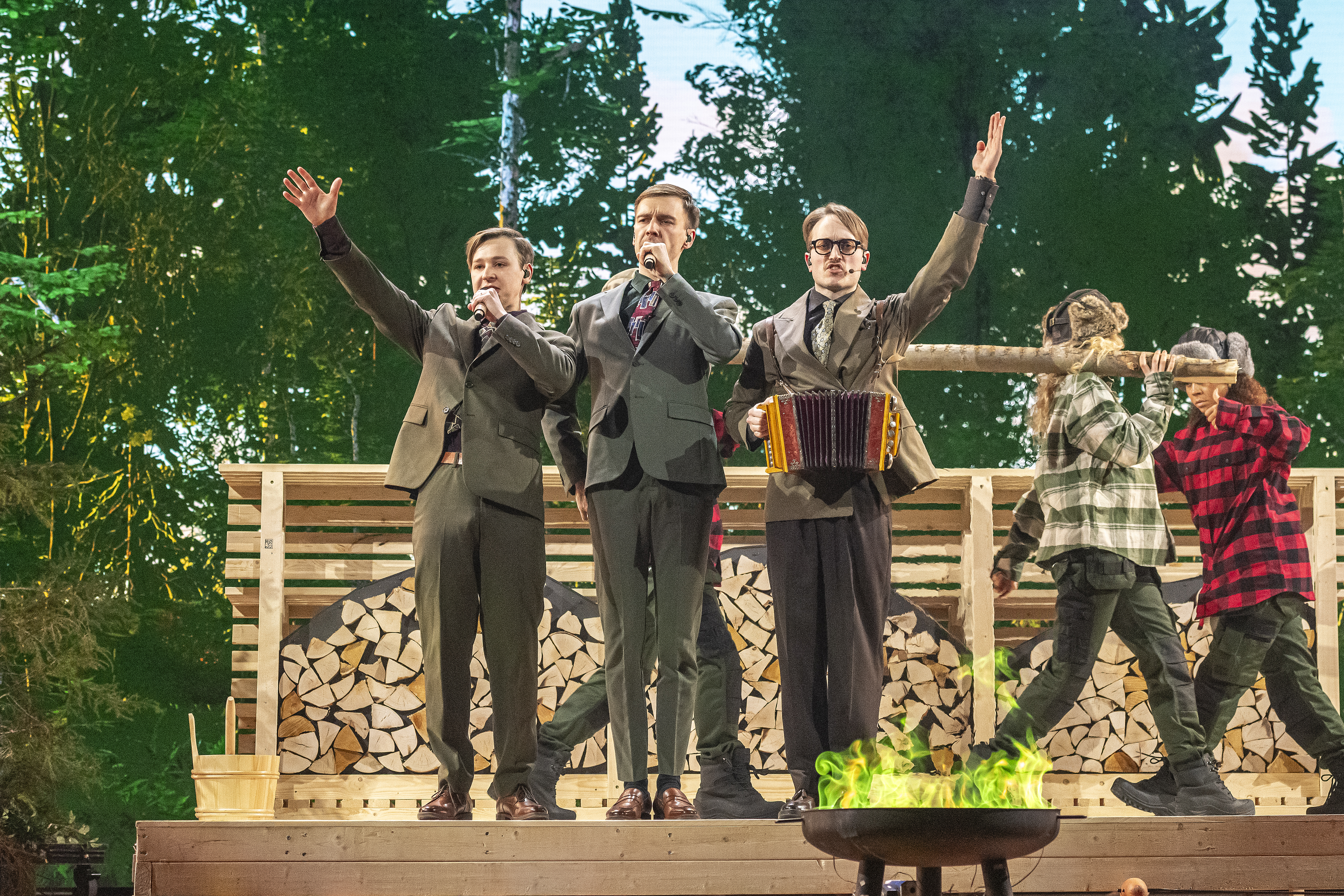
KAJ interprétant Bara bada bastu.
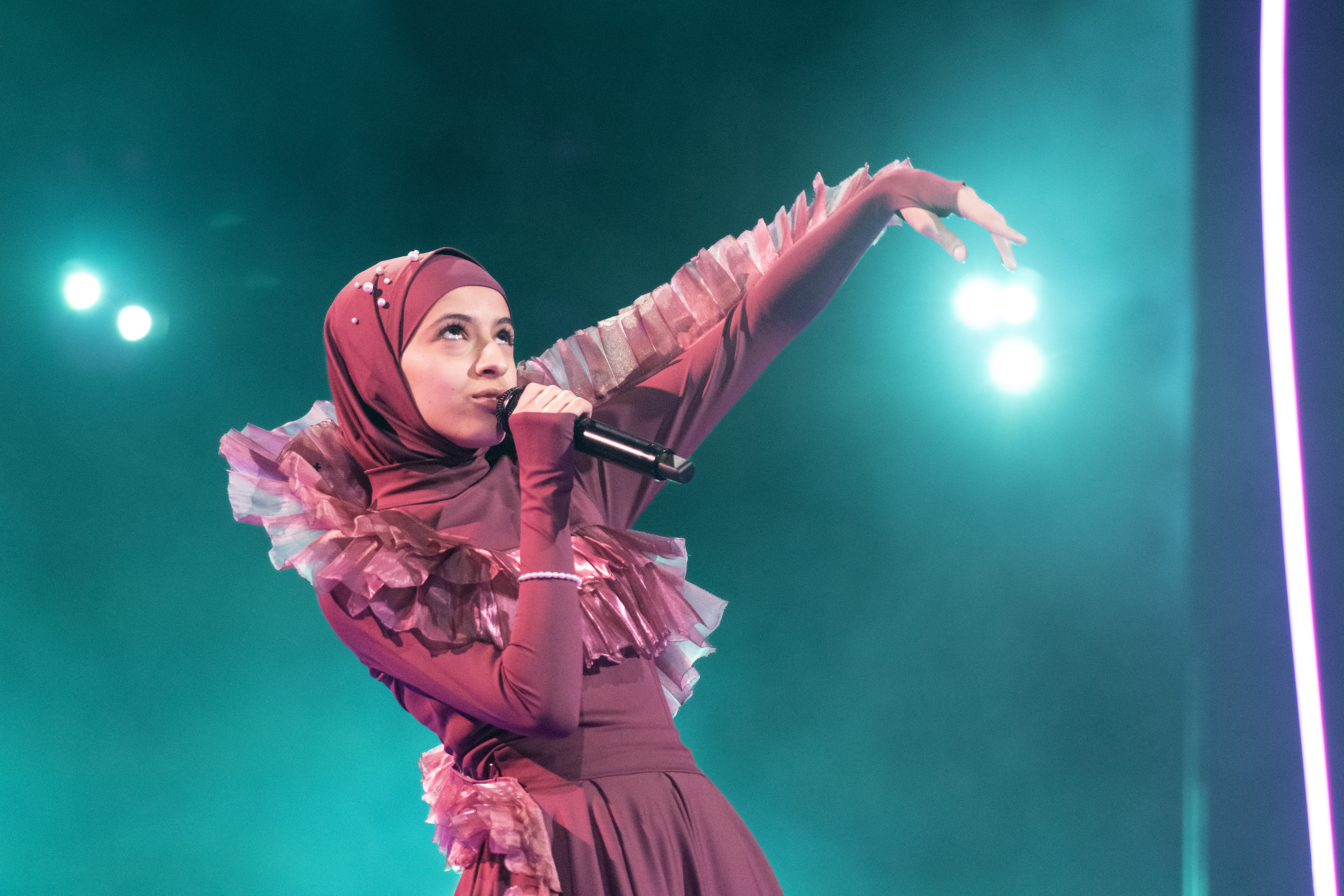
AmenA interprétant Do Good Be Better.
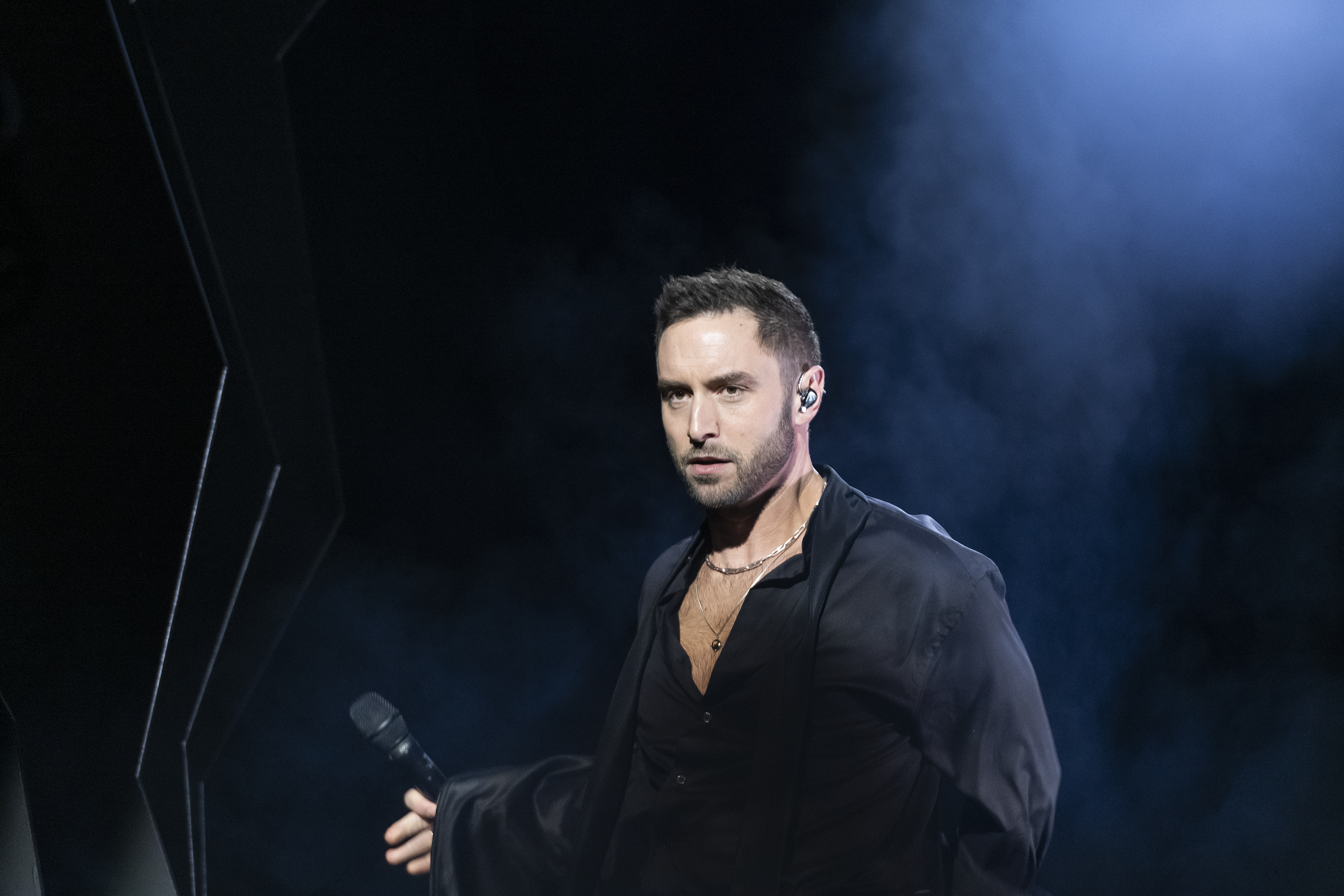
Måns Zelmerlöw interprétant Revolution.

### Cinquième demi-finale − Jönköping
La cinquième demi-finale a lieu le 1er mars 2025 en direct du Husqvarna Garden de Jönköping.
| Détail du télévote du 1er tour | Détail du télévote du 1er tour | Détail du télévote du 1er tour | Détail du télévote du 1er tour | Détail du télévote du 1er tour | Détail du télévote du 1er tour | Détail du télévote du 1er tour | Détail du télévote du 1er tour | Détail du télévote du 1er tour | Détail du télévote du 1er tour |
| #                              | Chanson                        | Groupes d'âge                  | Groupes d'âge                  | Groupes d'âge                  | Groupes d'âge                  | Groupes d'âge                  | Groupes d'âge                  | Groupes d'âge                  | Téléphone                      |
| #                              | Chanson                        | 3-9                            | 10-15                          | 16-29                          | 30-44                          | 45-59                          | 60-74                          | 75+                            | Téléphone                      |
| ------------------------------ | ------------------------------ | ------------------------------ | ------------------------------ | ------------------------------ | ------------------------------ | ------------------------------ | ------------------------------ | ------------------------------ | ------------------------------ |
| 1                              | Ring baby ring                 | 3                              | 3                              | 3                              | 3                              | 1                              | 1                              | 3                              | 3                              |
| 2                              | This Dream of Mine             | 12                             | 10                             | 5                              | 5                              | 5                              | 8                              | 8                              | 5                              |
| 3                              | Hate You So Much               | 8                              | 12                             | 10                             | 10                             | 10                             | 12                             | 10                             | 8                              |
| 4                              | Love It!                       | 1                              | 1                              | 1                              | 1                              | 3                              | 3                              | 5                              | 1                              |
| 5                              | I'm Yours                      | 5                              | 5                              | 12                             | 8                              | 8                              | 10                             | 12                             | 12                             |
| 6                              | Sweet N' Psycho                | 10                             | 8                              | 8                              | 12                             | 12                             | 5                              | 1                              | 10                             |

| # | Artiste            | Chanson            | 1er tour  | 1er tour | 1er tour | 2e tour | 2e tour   | 2e tour | Résultat    |
| # | Artiste            | Chanson            | Voix      | Points   | Place    | Voix    | Total     | Place   | Résultat    |
| - | ------------------ | ------------------ | --------- | -------- | -------- | ------- | --------- | ------- | ----------- |
| 1 | Arvingarna         | Ring baby ring     | 680 012   | 20       | 5        | 320 987 | 1 000 999 | 4       | Élimination |
| 2 | Arwin              | This Dream of Mine | 1 006 048 | 58       | 4        | 552 450 | 1 558 498 | 2       | Repêchage   |
| 3 | Saga Ludvigsson    | Hate You So Much   | 1 106 111 | 80       | 1        | —       | —         | —       | Finale      |
| 4 | Victoria Silvstedt | Love It!           | 575 878   | 16       | 6        | 258 921 | 834 799   | 5       | Élimination |
| 5 | Vilhelm Buchaus    | I'm Yours          | 948 581   | 72       | 2        | 606 022 | 1 554 603 | 3       | Élimination |
| 6 | Scarlet            | Sweet N' Psycho    | 1 117 434 | 66       | 3        | 825 019 | 1 942 453 | 1       | Finale      |

Galerie
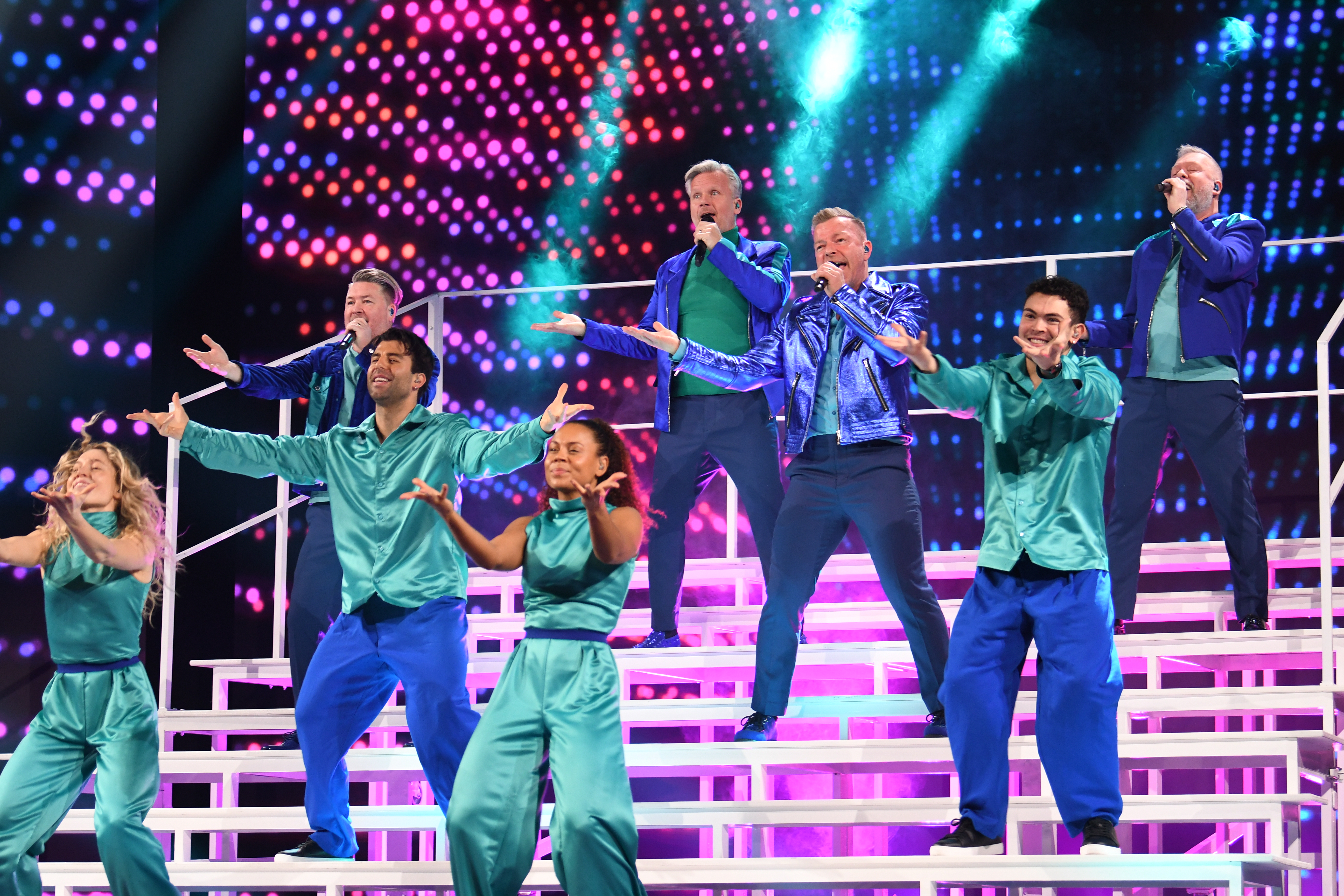
Arvingarna interprétant Ring baby ring.
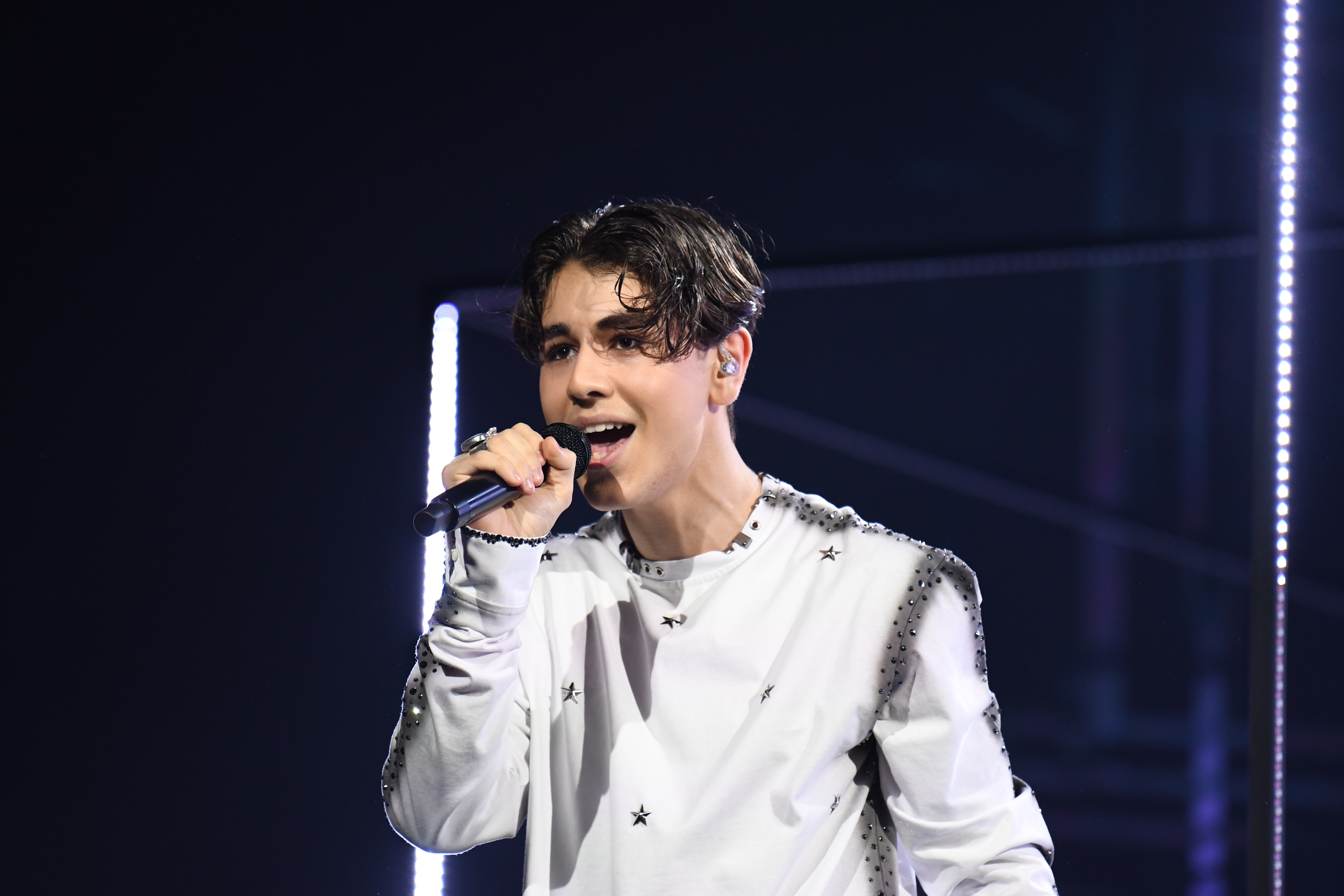
Arwin interprétant This Dream of Mine.
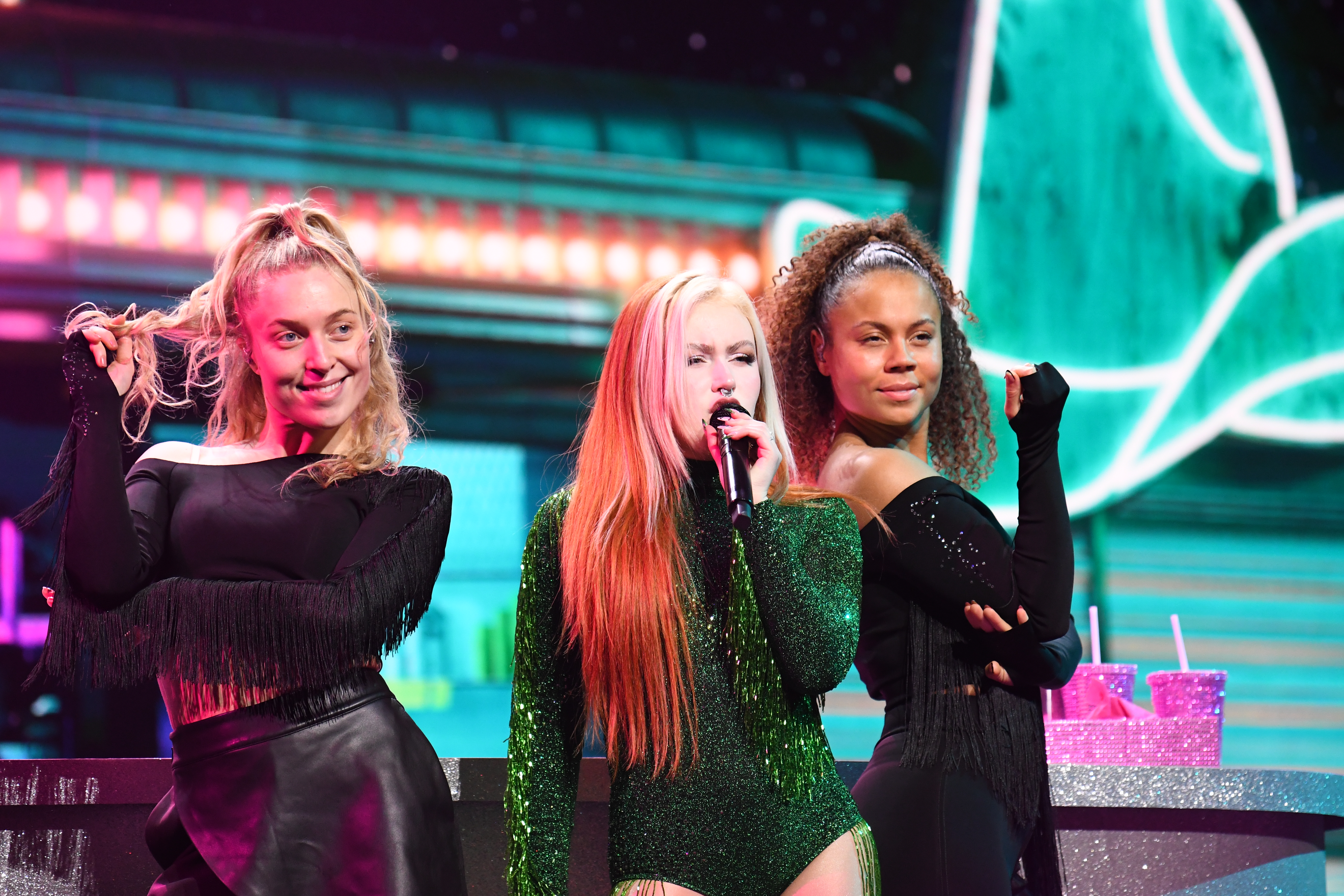
Saga Ludvigsson interprétant Hate You So Much.
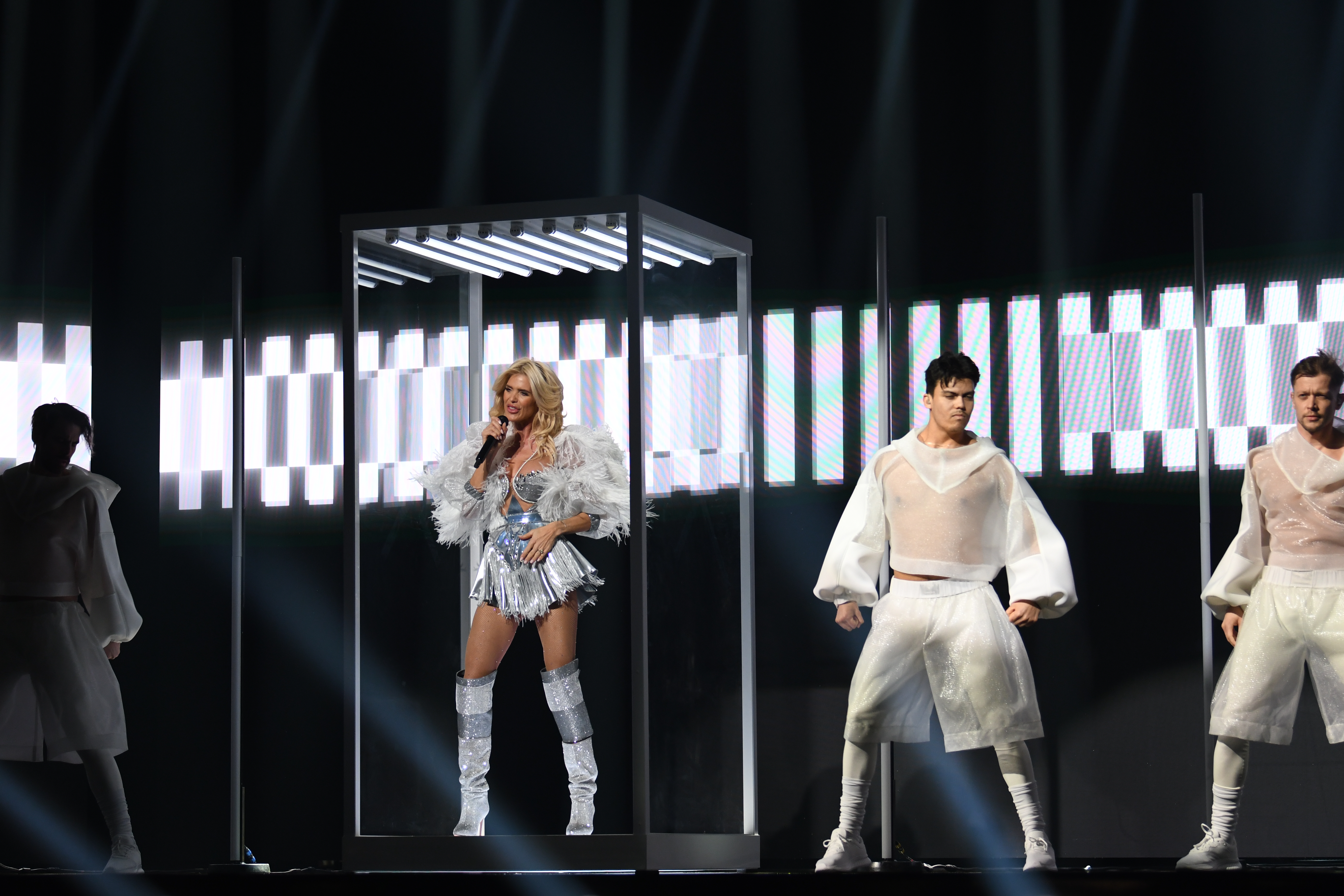
Victoria Silvstedt interprétant Love it!.
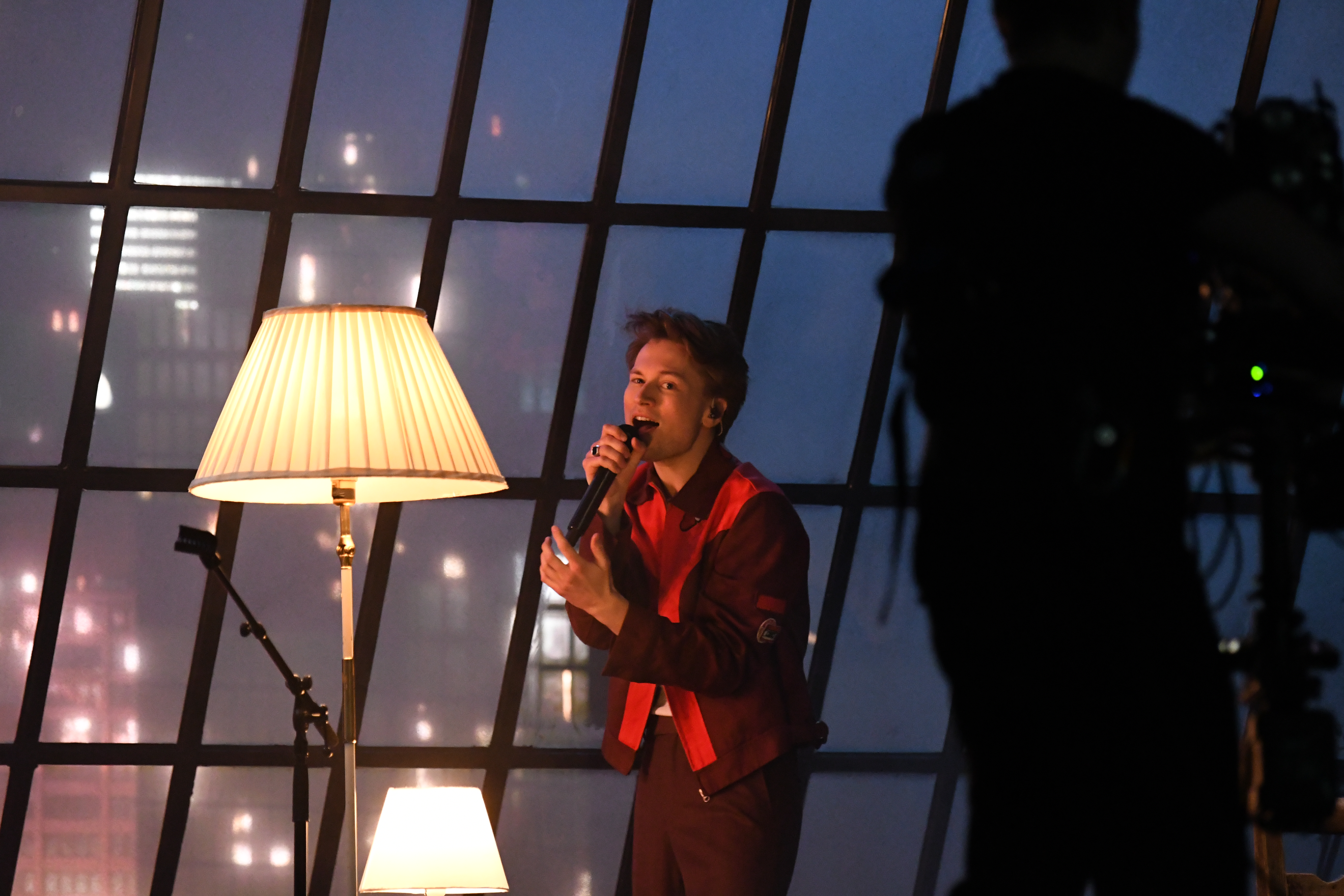
Vilhelm Buchaus interprétant I'm Yours.
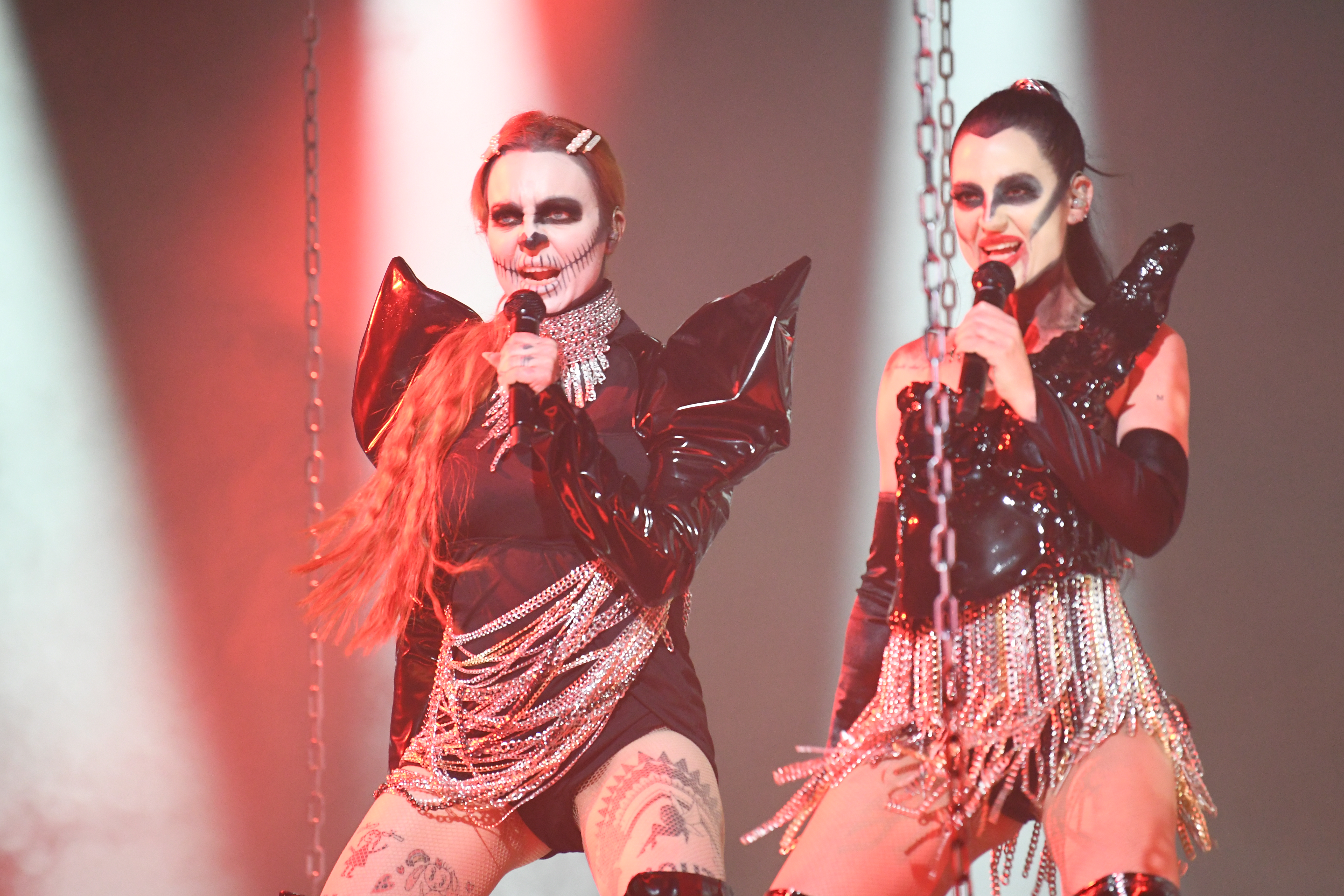
Scarlet interprétant Sweet N' Psycho.

#### Repêchage
À la fin de la cinquième demi-finale, les cinq chansons s'étant placés deuxièmes du second tour durant les demi-finales concurrent pour les deux dernières places de la finale. 
- Candidat repêché pour la finale

| #  | Artiste         | Chanson            | Demi-finale | Demi-finale | Demi-finale | Demi-finale | Repêchage | Repêchage | Total  | Total | Résultat    |
| #  | Artiste         | Chanson            | Voix        | V/V         | Points      | Place       | Voix      | Points    | Points | Place | Résultat    |
| -- | --------------- | ------------------ | ----------- | ----------- | ----------- | ----------- | --------- | --------- | ------ | ----- | ----------- |
| 11 | Meira Omar      | Hush Hush          | 1 716 377   | 3.25        | 210         | 2           | 1 087 480 | 306       | 516    | 1     | Finale      |
| 12 | Kaliffa         | Salute             | 1 685 036   | 3.06        | 197         | 3           | 540 096   | 150       | 347    | 3     | Élimination |
| 13 | Dolly Style     | Yihaa              | 1 658 290   | 3.34        | 215         | 1           | —         | —         | —      | —     | Finale      |
| 14 | Ella Tiritiello | Bara du är där     | 1 601 573   | 2.85        | 184         | 5           | 693 518   | 195       | 379    | 2     | Élimination |
| 15 | Arwin           | This Dream of Mine | 1 558 498   | 3.01        | 194         | 4           | 531 661   | 149       | 343    | 4     | Élimination |

## Finale

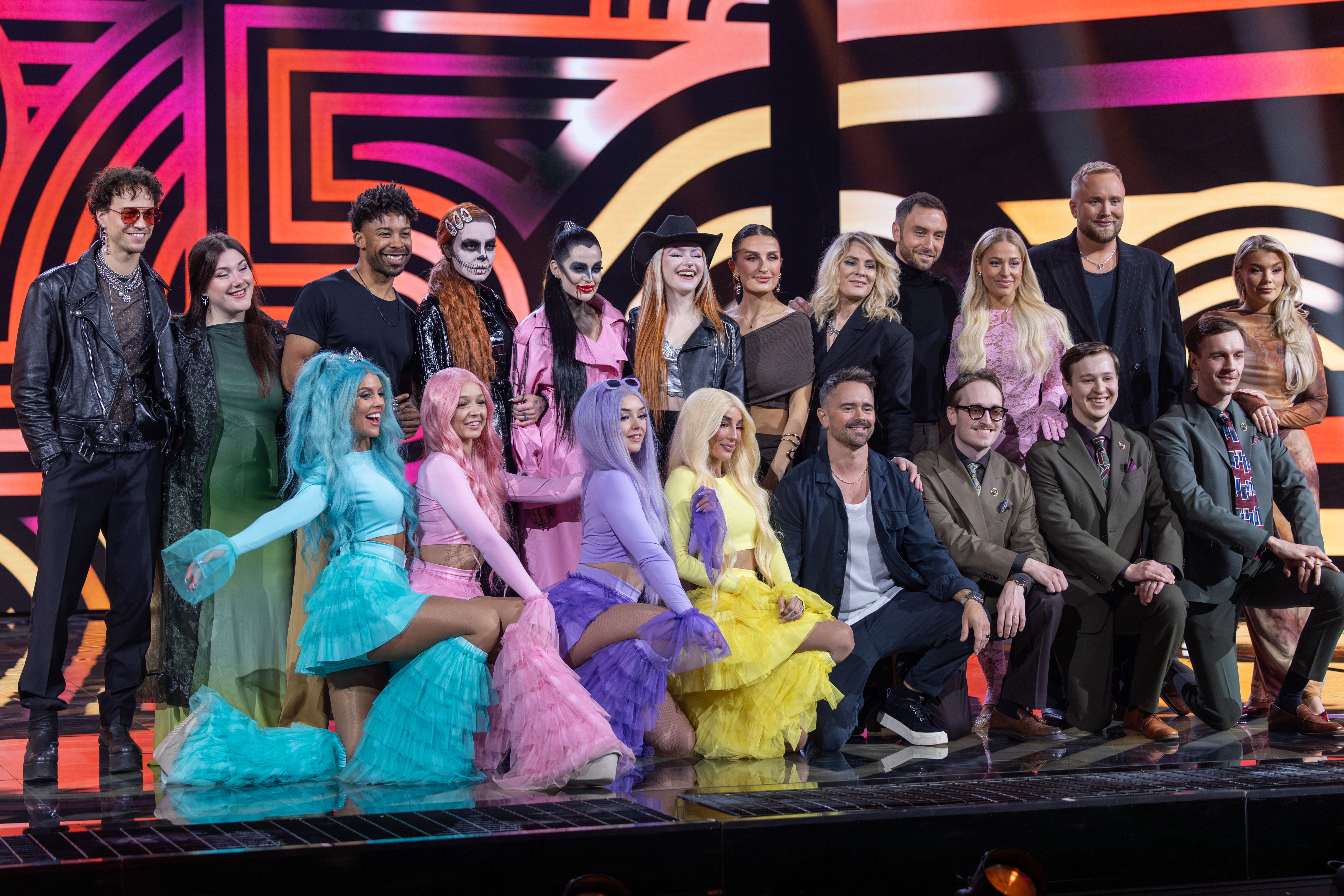
Les 12 artistes et groupes finalistes du Melodifestivalen 2025, accompagnés par les présentateurs.

La finale de l'édition 2025 du Melodifestivalen a lieu le 8 mars 2025 en direct de la Strawberry Arena à Stockholm. Les douze artistes présents dans cette finale sont les dix artistes qui ont terminé premiers et deuxièmes de leur série et les deux qualifiés lors du vote de repêchage.

Pour désigner le vainqueur de la finale du concours, le système mis en place est celui du 50/50 avec 50 % des votes du jury (international) et 50 % des votes des téléspectateurs suédois. 
- Premier
- Deuxième
- Troisième
- Dernier

| Détail du télévote | Détail du télévote   | Détail du télévote | Détail du télévote | Détail du télévote | Détail du télévote | Détail du télévote | Détail du télévote | Détail du télévote | Détail du télévote | Détail du télévote |
| #                  | Chanson              | Groupes d'âge      | Groupes d'âge      | Groupes d'âge      | Groupes d'âge      | Groupes d'âge      | Groupes d'âge      | Groupes d'âge      | Téléphone          | Total              |
| #                  | Chanson              | 3-9                | 10-15              | 16-29              | 30-44              | 45-59              | 60-74              | 75+                | Téléphone          | Total              |
| ------------------ | -------------------- | ------------------ | ------------------ | ------------------ | ------------------ | ------------------ | ------------------ | ------------------ | ------------------ | ------------------ |
| 1                  | Voice of the Silent  | 2                  | 2                  | 1                  | 2                  | 3                  | 5                  | 7                  | 3                  | 25                 |
| 2                  | Yihaa                | 10                 | 7                  | 4                  | 5                  | –                  | –                  | –                  | 1                  | 27                 |
| 3                  | Believe Me           | 3                  | 5                  | 10                 | 8                  | 8                  | 8                  | 6                  | 8                  | 56                 |
| 4                  | On and On and On     | 8                  | 8                  | 7                  | 6                  | 7                  | 2                  | 3                  | 2                  | 43                 |
| 5                  | Sweet N' Psycho      | 6                  | 4                  | 2                  | 7                  | 6                  | 3                  | –                  | 5                  | 33                 |
| 6                  | Show Me What Love Is | 1                  | 1                  | 3                  | 1                  | 4                  | 6                  | 5                  | 6                  | 27                 |
| 7                  | Kamikaze Life        | –                  | –                  | –                  | 3                  | 5                  | 7                  | 8                  | 7                  | 30                 |
| 8                  | Hush Hush            | 5                  | 6                  | 6                  | 4                  | 2                  | –                  | 1                  | –                  | 24                 |
| 9                  | Revolution           | 7                  | 10                 | 8                  | 10                 | 12                 | 12                 | 12                 | 10                 | 81                 |
| 10                 | Hate You So Much     | 4                  | 3                  | –                  | –                  | –                  | 1                  | 2                  | –                  | 10                 |
| 11                 | Life Again           | –                  | –                  | 5                  | –                  | 1                  | 4                  | 4                  | 4                  | 18                 |
| 12                 | Bara bada bastu      | 12                 | 12                 | 12                 | 12                 | 10                 | 10                 | 10                 | 12                 | 90                 |

| Détail du vote des jurys internationaux | Détail du vote des jurys internationaux | Détail du vote des jurys internationaux | Détail du vote des jurys internationaux | Détail du vote des jurys internationaux | Détail du vote des jurys internationaux | Détail du vote des jurys internationaux | Détail du vote des jurys internationaux | Détail du vote des jurys internationaux | Détail du vote des jurys internationaux | Détail du vote des jurys internationaux |
| # | Chanson                                 | Drapeau de la Lituanie                  | Drapeau de l'Italie                     | Drapeau de la Suisse                    | Drapeau de l'Irlande                    | Drapeau de la France                    | Drapeau de la Norvège                   | Drapeau de la Grèce                     | Drapeau de la Serbie                    | Total                                   |
| --- | --------------------------------------- | --------------------------------------- | --------------------------------------- | --------------------------------------- | --------------------------------------- | --------------------------------------- | --------------------------------------- | --------------------------------------- | --------------------------------------- | --------------------------------------- |
| 1 | Voice of the Silent                     | 8                                       | 7                                       | 8                                       | 5                                       | 6                                       | 5                                       | 4                                       | 6                                       | 49                                      |
| 2 | Yihaa                                   | 10                                      | 10                                      | 4                                       | 6                                       | 1                                       | 6                                       | 8                                       | 3                                       | 48                                      |
| 3 | Believe Me                              | 3                                       | 8                                       | 7                                       | 4                                       | 7                                       | 3                                       | 5                                       | 10                                      | 47                                      |
| 4 | On and On and On                        | –                                       | 1                                       | 3                                       | 3                                       | 8                                       | 8                                       | 7                                       | 4                                       | 34                                      |
| 5 | Sweet N' Psycho                         | 6                                       | 4                                       | –                                       | 2                                       | 4                                       | 7                                       | –                                       | 8                                       | 31                                      |
| 6 | Show Me What Love Is                    | 5                                       | 2                                       | 1                                       | 8                                       | 2                                       | 2                                       | 2                                       | 2                                       | 24                                      |
| 7 | Kamikaze Life                           | 2                                       | –                                       | –                                       | –                                       | –                                       | –                                       | –                                       | –                                       | 2                                       |
| 8 | Hush Hush                               | –                                       | –                                       | 6                                       | 10                                      | 3                                       | 4                                       | 3                                       | –                                       | 26                                      |
| 9 | Revolution                              | 7                                       | 6                                       | 12                                      | 7                                       | 12                                      | 10                                      | 10                                      | 12                                      | 76                                      |
| 10 | Hate You So Much                        | 1                                       | 3                                       | 10                                      | –                                       | –                                       | 1                                       | 1                                       | 1                                       | 17                                      |
| 11 | Life Again                              | 12                                      | 5                                       | 2                                       | 1                                       | 5                                       | –                                       | 6                                       | 5                                       | 36                                      |
| 12 | Bara bada bastu                         | 4                                       | 12                                      | 5                                       | 12                                      | 10                                      | 12                                      | 12                                      | 7                                       | 74                                      |
| Porte-paroles |                                         |                                         |                                         |                                         |                                         |                                         |                                         |                                         |                                         |                                         |
| - - Aucun - - Mariangela Borneo - - Sandra Studer - - Neil Doherty - - Alexandra Redde-Amiel - - Mads Tørklep - - Alexandra Pascalidou - - Aucun |                                         |                                         |                                         |                                         |                                         |                                         |                                         |                                         |                                         |                                         |

| #  | Artiste            | Chanson              | Jurys | Téléphone et SMS | Téléphone et SMS | Total | Place |
| #  | Artiste            | Chanson              | Jurys | Voix             | Points           | Total | Place |
| -- | ------------------ | -------------------- | ----- | ---------------- | ---------------- | ----- | ----- |
| 1  | John Lundvik       | Voice of the Silent  | 49    | 1 578 564        | 25               | 74    | 6     |
| 2  | Dolly Style        | Yihaa                | 48    | 2 011 149        | 27               | 75    | 5     |
| 3  | Greczula           | Believe Me           | 47    | 2 696 753        | 56               | 103   | 3     |
| 4  | Klara Hammarström  | On and On and On     | 34    | 2 461 721        | 43               | 77    | 4     |
| 5  | Scarlet            | Sweet N' Psycho      | 31    | 1 943 638        | 33               | 64    | 7     |
| 6  | Erik Segerstedt    | Show Me What Love Is | 24    | 1 615 974        | 27               | 51    | 9     |
| 7  | Maja Ivarsson      | Kamikaze Life        | 2     | 1 435 634        | 30               | 32    | 11    |
| 8  | Meira Omar         | Hush Hush            | 26    | 1 901 356        | 24               | 50    | 10    |
| 9  | Måns Zelmerlöw     | Revolution           | 76    | 3 278 385        | 81               | 157   | 2     |
| 10 | Saga Ludvigsson    | Hate You So Much     | 17    | 1 472 693        | 10               | 27    | 12    |
| 11 | Annika Wickihalder | Life Again           | 36    | 1 370 687        | 18               | 54    | 8     |
| 12 | KAJ                | Bara bada bastu      | 74    | 4 305 774        | 90               | 164   | 1     |

C'est donc le groupe KAJ qui remporte la soixante-cinquième édition du Melodifestivalen, avec la chanson Bara bada bastu. C'est la première fois depuis 2006 qu'une chanson en suédois gagne le Festival.

## À l'Eurovision
Suite à sa victoire au Melodifestivalen, le groupe finlandais KAJ représente la Suède avec sa chanson Bara bada bastu. Le groupe fait le choix de garder sa chanson en suédois, une première pour la Suède au Concours.
La Suède participe à la première demi-finale du mardi 13 mai 2025. Elle y termine à la quatrième place et se qualifie ainsi pour la finale du 17 mai. Lors de celle-ci, elle termine à nouveau à la quatrième place, avec un total de 321 points.

### Votes
Le jury suédois se compose de: 
- Michael "Micke" Cederberg, animateur de radio et éditeur musical;
- Anna Charlotta Gunnarson, musicienne et journaliste;
- Theodor Jan Haraldsson, dit Theoz, chanteur;
- Kenny Lantz, danseur;
- Amanda Nordelius, compositrice et productrice.

Leurs votes sont présentés lors de la finale par la comédienne et animatrice de télévision Keyyo (en).

#### Points attribués par la Suède
Première demi-finale
| 12 points | Islande     |
| 10 points | Albanie     |
| 8 points  | Pays-Bas    |
| 7 points  | Pologne     |
| 6 points  | Estonie     |
| 5 points  | Norvège     |
| 4 points  | Ukraine     |
| 3 points  | Saint-Marin |
| 2 points  | Portugal    |
| 1 point   | Croatie     |

Finale
| 12 points | Autriche |
| 10 points | Suisse   |
| 8 points  | Pays-Bas |
| 7 points  | France   |
| 6 points  | Ukraine  |
| 5 points  | Norvège  |
| 4 points  | Suisse   |
| 3 points  | Albanie  |
| 2 points  | Espagne  |
| 1 point   | Malte    |

| 12 points | Israël   |
| 10 points | Finlande |
| 8 points  | Estonie  |
| 7 points  | Albanie  |
| 6 points  | Pologne  |
| 5 points  | Islande  |
| 4 points  | Ukraine  |
| 3 points  | Grèce    |
| 2 points  | Pays-Bas |
| 1 point   | Italie   |

#### Points attribués à la Suède
Finale
| 12 points                         | 10 points               | 8 points                           | 7 points                             | 6 points                         | 5 points                                            | 4 points                                    | 3 points    | 2 points                          | 1 point                         |
| --------------------------------- | ----------------------- | ---------------------------------- | ------------------------------------ | -------------------------------- | --------------------------------------------------- | ------------------------------------------- | ----------- | --------------------------------- | ------------------------------- |
| Vote du jury                      |                         |                                    |                                      |                                  |                                                     |                                             |             |                                   |                                 |
| Islande                           | Finlande Norvège Suisse | Estonie Pays-Bas                   | Danemark Grèce                       | Arménie Australie Grèce Slovénie | Autriche Irlande Luxembourg                         | Albanie Allemagne                           | Croatie     | Chypre                            | Lituanie Malte                  |
| Télévote                          |                         |                                    |                                      |                                  |                                                     |                                             |             |                                   |                                 |
| Danemark Estonie Finlande Norvège | Islande                 | Australie Croatie Lettonie Pologne | Pays-Bas Royaume-Uni Serbie Tchéquie | Reste du monde Arménie           | Allemagne Espagne Italie Monténégro Slovénie Suisse | Autriche Belgique Lituanie Portugal Ukraine | Azerbaïdjan | Albanie Irlande Israël Luxembourg | Géorgie Grèce Malte Saint-Marin |

Au total, la Suède obtient 321 points: 126 du jury (soit une sixième place), et 195 du public (soit une troisième place).